# Шахматный этюд
Ша́хматный этю́д (от фр. étude, буквально — изучение, исследование) — составленная шахматным композитором позиция, в которой одной из сторон (традиционно — белым) предлагается выполнить задание (выиграть или сделать ничью) без указания количества ходов, необходимых для достижения этой цели. Отличается от шахматной задачи, где требуется выполнить задание (например, мат чёрному королю) в указанное количество ходов.
Шахматист, составляющий этюды, называется этюдистом.

## Этюдное искусство
Этюд более близок к практической партии, чем задача. Начальная позиция этюда выглядит обычно естественной и напоминает положение из партии (чаще всего из эндшпиля, реже — из середины игры). Решение этюда состоит в нахождении задуманного автором пути, ведущего к выполнению задания.

### Художественные принципы
Художественные принципы этюдного творчества один из крупнейших этюдистов XX века Генрих Каспарян сформулировал в докладе «О состоянии и перспективах развития этюда», прочитанном на Международном конгрессе шахматных композиторов (Москва, август 1961 года):

1. Простота и естественность начальной позиции.
2. Оригинальное, яркое и красивое содержание.
3. Органическая связь вступления с основной игрой. Финал должен быть максимально замаскирован.
4. Наличие у чёрных интересной контригры.
5. Хорошее использование материала и динамичность игры.
6. Желательность нефорсированного решения.
7. Решение не должно быть чрезмерно длинным и трудным.

Аналогичные принципы изложил А. С. Гурвич в своей статье «Шахматная поэзия».

### Технические принципы
Скрытность и трудность решения этюда достигаются путём маскировки основной идеи при помощи вступительной игры и предоставления чёрным возможности активной контригры. В этюде необходимо соблюдать основные принципы этюдной шахматной композиции:
- Легальность начальной позиции, естественность и экономичность её формы.
- Решаемость во всех вариантах.
- Решение обязано быть единственным (при лучших ответах противника), труднонаходимым и должно производить художественное впечатление. Побочные решения в тематических вариантах недопустимы.

Но понимание «лучшего ответа противника» несколько необычное по меркам компьютерных движков: как только оценка позиции (выигрыш/ничья/проигрыш) становится очевидной, дальше ветку можно не раскручивать, даже если она сложная и долгая, вроде ♕♜. Другими словами, пассивный ход чёрных с выходом в затянутый эндшпиль — это проигрыш в один ход и он «хуже» рискованной жертвы с матом белых в два хода, даже если компьютер думает иначе.
В любом случае лучший ответ не должен быть «самоубийственным», то есть снижающим оценку: например, проиграть в ничейной ситуации. В старых этюдах компьютеры иногда находят малозаметную контригру чёрных, показывающую, что композитор ошибся.
Если этюд закончился очевидным эндшпилем и существует несколько способов его разыграть, это не бросает тень на единственность решения. Также не имеет значения, во что превращать пешку последним ходом, в ферзя или ладью/слона, если в результате будет мат или очевидный эндшпиль.
Правило 50 ходов не применяется. Существуют неортодоксальные этюды, где игра одной из сторон — именно затянуть время и получить ничью за 50 ходов. Вечный шах и другие ситуации, когда одна из сторон может бесконечно затягивать время,— ничья.

### Этюдная тематика
Тематика шахматных этюдов чрезвычайно разнообразна. Ниже перечислены самые популярные темы.
- Традиционные темы: мат, пат, выигрыш фигуры.
- Позиционная ничья. Это практически отдельный жанр со своим обширным набором тем: блокада, привязывание, вечный шах, вечное нападение и др.
- Цугцванг, в том числе взаимный.
  - Чётность: обе стороны в цугцванге, одна сторона вынуждена маневрировать между двумя полями, другая — тащить пешку. Если пешка у белых — ходить на одно поле, а не на два, если у чёрных — встать на менее «очевидное» поле, чтобы фигура с пешкой встретились выгодным для белых образом.
- Превращение пешек в слабые фигуры.
- Отказ от взятия фигуры.
- Доминация — ситуация, когда неприятельская фигура на свободной доске проигрывается при любом своём ходе.
- Систематическое движение комплекса фигур.
- Эхо-синтез: повторение однотипной идеи:
  - в основном варианте (последовательный синтез);
  - в разных вариантах для белых (параллельный синтез);
  - в разных вариантах как для белых, так и для чёрных (чёрно-белый синтез);
  - в основном варианте и в ложном следе.
- Тонкое позиционное маневрирование.
- Перенос в этюд задачных идей: критический ход, освобождение линии, отвлечение, перекрытие и т. п.

См. также: Категория:Темы в шахматной композиции.

## Связанные термины
- Аристократ — этюд без пешек.
- Дуаль — незначительное отклонение от единственности решения.
- Близнец — вариант этюда с почти такой же начальной позицией, но существенно иным решением.
- Малютка — этюд, число фигур в котором не более пяти.
- Миниатюра — этюд, число фигур в котором не более семи.

## История этюда
В ходе развития этюдного творчества требования к его форме и содержанию претерпевали изменения.

### Мансубы
Этюд возник как самостоятельная форма композиции из мансуб и при анализе окончаний партий. Первые дошедшие до нас этюды — арабские и среднеазиатские мансубы — составлены ещё по правилам шатранджа, часто громоздки по построению, однако принципиально не отличаются от современных этюдов.

### Средневековая Европа
|   | a                                                                                      | b                                                                                      | c                                                                                      | d                                                                                      | e                                                                                      | f                                                                                      | g                                                                                      | h                                                                                      |   |
| - | -------------------------------------------------------------------------------------- | -------------------------------------------------------------------------------------- | -------------------------------------------------------------------------------------- | -------------------------------------------------------------------------------------- | -------------------------------------------------------------------------------------- | -------------------------------------------------------------------------------------- | -------------------------------------------------------------------------------------- | -------------------------------------------------------------------------------------- | - |
| 8 | f7 чёрный король · f6 белая пешка · g6 чёрная пешка · e5 белый король · g5 белая пешка | f7 чёрный король · f6 белая пешка · g6 чёрная пешка · e5 белый король · g5 белая пешка | f7 чёрный король · f6 белая пешка · g6 чёрная пешка · e5 белый король · g5 белая пешка | f7 чёрный король · f6 белая пешка · g6 чёрная пешка · e5 белый король · g5 белая пешка | f7 чёрный король · f6 белая пешка · g6 чёрная пешка · e5 белый король · g5 белая пешка | f7 чёрный король · f6 белая пешка · g6 чёрная пешка · e5 белый король · g5 белая пешка | f7 чёрный король · f6 белая пешка · g6 чёрная пешка · e5 белый король · g5 белая пешка | f7 чёрный король · f6 белая пешка · g6 чёрная пешка · e5 белый король · g5 белая пешка | 8 |
| 7 | f7 чёрный король · f6 белая пешка · g6 чёрная пешка · e5 белый король · g5 белая пешка | f7 чёрный король · f6 белая пешка · g6 чёрная пешка · e5 белый король · g5 белая пешка | f7 чёрный король · f6 белая пешка · g6 чёрная пешка · e5 белый король · g5 белая пешка | f7 чёрный король · f6 белая пешка · g6 чёрная пешка · e5 белый король · g5 белая пешка | f7 чёрный король · f6 белая пешка · g6 чёрная пешка · e5 белый король · g5 белая пешка | f7 чёрный король · f6 белая пешка · g6 чёрная пешка · e5 белый король · g5 белая пешка | f7 чёрный король · f6 белая пешка · g6 чёрная пешка · e5 белый король · g5 белая пешка | f7 чёрный король · f6 белая пешка · g6 чёрная пешка · e5 белый король · g5 белая пешка | 7 |
| 6 | f7 чёрный король · f6 белая пешка · g6 чёрная пешка · e5 белый король · g5 белая пешка | f7 чёрный король · f6 белая пешка · g6 чёрная пешка · e5 белый король · g5 белая пешка | f7 чёрный король · f6 белая пешка · g6 чёрная пешка · e5 белый король · g5 белая пешка | f7 чёрный король · f6 белая пешка · g6 чёрная пешка · e5 белый король · g5 белая пешка | f7 чёрный король · f6 белая пешка · g6 чёрная пешка · e5 белый король · g5 белая пешка | f7 чёрный король · f6 белая пешка · g6 чёрная пешка · e5 белый король · g5 белая пешка | f7 чёрный король · f6 белая пешка · g6 чёрная пешка · e5 белый король · g5 белая пешка | f7 чёрный король · f6 белая пешка · g6 чёрная пешка · e5 белый король · g5 белая пешка | 6 |
| 5 | f7 чёрный король · f6 белая пешка · g6 чёрная пешка · e5 белый король · g5 белая пешка | f7 чёрный король · f6 белая пешка · g6 чёрная пешка · e5 белый король · g5 белая пешка | f7 чёрный король · f6 белая пешка · g6 чёрная пешка · e5 белый король · g5 белая пешка | f7 чёрный король · f6 белая пешка · g6 чёрная пешка · e5 белый король · g5 белая пешка | f7 чёрный король · f6 белая пешка · g6 чёрная пешка · e5 белый король · g5 белая пешка | f7 чёрный король · f6 белая пешка · g6 чёрная пешка · e5 белый король · g5 белая пешка | f7 чёрный король · f6 белая пешка · g6 чёрная пешка · e5 белый король · g5 белая пешка | f7 чёрный король · f6 белая пешка · g6 чёрная пешка · e5 белый король · g5 белая пешка | 5 |
| 4 | f7 чёрный король · f6 белая пешка · g6 чёрная пешка · e5 белый король · g5 белая пешка | f7 чёрный король · f6 белая пешка · g6 чёрная пешка · e5 белый король · g5 белая пешка | f7 чёрный король · f6 белая пешка · g6 чёрная пешка · e5 белый король · g5 белая пешка | f7 чёрный король · f6 белая пешка · g6 чёрная пешка · e5 белый король · g5 белая пешка | f7 чёрный король · f6 белая пешка · g6 чёрная пешка · e5 белый король · g5 белая пешка | f7 чёрный король · f6 белая пешка · g6 чёрная пешка · e5 белый король · g5 белая пешка | f7 чёрный король · f6 белая пешка · g6 чёрная пешка · e5 белый король · g5 белая пешка | f7 чёрный король · f6 белая пешка · g6 чёрная пешка · e5 белый король · g5 белая пешка | 4 |
| 3 | f7 чёрный король · f6 белая пешка · g6 чёрная пешка · e5 белый король · g5 белая пешка | f7 чёрный король · f6 белая пешка · g6 чёрная пешка · e5 белый король · g5 белая пешка | f7 чёрный король · f6 белая пешка · g6 чёрная пешка · e5 белый король · g5 белая пешка | f7 чёрный король · f6 белая пешка · g6 чёрная пешка · e5 белый король · g5 белая пешка | f7 чёрный король · f6 белая пешка · g6 чёрная пешка · e5 белый король · g5 белая пешка | f7 чёрный король · f6 белая пешка · g6 чёрная пешка · e5 белый король · g5 белая пешка | f7 чёрный король · f6 белая пешка · g6 чёрная пешка · e5 белый король · g5 белая пешка | f7 чёрный король · f6 белая пешка · g6 чёрная пешка · e5 белый король · g5 белая пешка | 3 |
| 2 | f7 чёрный король · f6 белая пешка · g6 чёрная пешка · e5 белый король · g5 белая пешка | f7 чёрный король · f6 белая пешка · g6 чёрная пешка · e5 белый король · g5 белая пешка | f7 чёрный король · f6 белая пешка · g6 чёрная пешка · e5 белый король · g5 белая пешка | f7 чёрный король · f6 белая пешка · g6 чёрная пешка · e5 белый король · g5 белая пешка | f7 чёрный король · f6 белая пешка · g6 чёрная пешка · e5 белый король · g5 белая пешка | f7 чёрный король · f6 белая пешка · g6 чёрная пешка · e5 белый король · g5 белая пешка | f7 чёрный король · f6 белая пешка · g6 чёрная пешка · e5 белый король · g5 белая пешка | f7 чёрный король · f6 белая пешка · g6 чёрная пешка · e5 белый король · g5 белая пешка | 2 |
| 1 | f7 чёрный король · f6 белая пешка · g6 чёрная пешка · e5 белый король · g5 белая пешка | f7 чёрный король · f6 белая пешка · g6 чёрная пешка · e5 белый король · g5 белая пешка | f7 чёрный король · f6 белая пешка · g6 чёрная пешка · e5 белый король · g5 белая пешка | f7 чёрный король · f6 белая пешка · g6 чёрная пешка · e5 белый король · g5 белая пешка | f7 чёрный король · f6 белая пешка · g6 чёрная пешка · e5 белый король · g5 белая пешка | f7 чёрный король · f6 белая пешка · g6 чёрная пешка · e5 белый король · g5 белая пешка | f7 чёрный король · f6 белая пешка · g6 чёрная пешка · e5 белый король · g5 белая пешка | f7 чёрный король · f6 белая пешка · g6 чёрная пешка · e5 белый король · g5 белая пешка | 1 |
|   | a                                                                                      | b                                                                                      | c                                                                                      | d                                                                                      | e                                                                                      | f                                                                                      | g                                                                                      | h                                                                                      |   |

Первые европейские сборники шахматных этюдов датируются XIII веком (см. «Бонус Социус»). Значительная часть включённых в них этюдов — это мансубы из исламских рукописей. С XV века старые правила шатранджа начали постепенно заменяться на современные; игра становилась гораздо более динамичной и богатой.
В XV—XVI веках вышло несколько шахматных книг (Луис Рамирес Лусена, Педро Дамиано), содержащих новые правила игры, руководство по дебютам, а также антологию этюдов и задач. Трактат Дамиано (на итальянском) получил особенную популярность, переиздавался 8 раз, был переведён на несколько языков. В XVI веке аналогичные по содержанию книги выпустили Джулио Чезаре Полерио и Алессандро Сальвио.
Большую роль в развитии композиции сыграли Эрколе дель Рио, Джамбатиста Лолли, Филипп Стамма и Франсуа-Андре Даникан Филидор, сильные шахматисты и авторы содержательных шахматных сборников (XVIII век). Приведённые в этих работах этюды по существу представляют собой эндшпильные позиции с неочевидным решением.
Решение этюда Лолли: 1.Крd6 Крf8! (чтобы на 2.Крe6 ответить 2…Крe8) 2.f7! Кр:f7 3.Крd7 Крf8 4.Крe6 Kpg7 5.Kpe7 Kpg8 6.Kpf6, далее выигрыш прост.

### Становление этюдного творчества (XIX век)
|   | a | b | c | d | e | f | g | h |   |
| - | --- | --- | --- | --- | --- | --- | --- | --- | - |
| 8 | e7 чёрная пешка · a5 белый король · d5 белый слон · e2 белый ферзь · a1 чёрный король · b1 чёрный ферзь | e7 чёрная пешка · a5 белый король · d5 белый слон · e2 белый ферзь · a1 чёрный король · b1 чёрный ферзь | e7 чёрная пешка · a5 белый король · d5 белый слон · e2 белый ферзь · a1 чёрный король · b1 чёрный ферзь | e7 чёрная пешка · a5 белый король · d5 белый слон · e2 белый ферзь · a1 чёрный король · b1 чёрный ферзь | e7 чёрная пешка · a5 белый король · d5 белый слон · e2 белый ферзь · a1 чёрный король · b1 чёрный ферзь | e7 чёрная пешка · a5 белый король · d5 белый слон · e2 белый ферзь · a1 чёрный король · b1 чёрный ферзь | e7 чёрная пешка · a5 белый король · d5 белый слон · e2 белый ферзь · a1 чёрный король · b1 чёрный ферзь | e7 чёрная пешка · a5 белый король · d5 белый слон · e2 белый ферзь · a1 чёрный король · b1 чёрный ферзь | 8 |
| 7 | e7 чёрная пешка · a5 белый король · d5 белый слон · e2 белый ферзь · a1 чёрный король · b1 чёрный ферзь | e7 чёрная пешка · a5 белый король · d5 белый слон · e2 белый ферзь · a1 чёрный король · b1 чёрный ферзь | e7 чёрная пешка · a5 белый король · d5 белый слон · e2 белый ферзь · a1 чёрный король · b1 чёрный ферзь | e7 чёрная пешка · a5 белый король · d5 белый слон · e2 белый ферзь · a1 чёрный король · b1 чёрный ферзь | e7 чёрная пешка · a5 белый король · d5 белый слон · e2 белый ферзь · a1 чёрный король · b1 чёрный ферзь | e7 чёрная пешка · a5 белый король · d5 белый слон · e2 белый ферзь · a1 чёрный король · b1 чёрный ферзь | e7 чёрная пешка · a5 белый король · d5 белый слон · e2 белый ферзь · a1 чёрный король · b1 чёрный ферзь | e7 чёрная пешка · a5 белый король · d5 белый слон · e2 белый ферзь · a1 чёрный король · b1 чёрный ферзь | 7 |
| 6 | e7 чёрная пешка · a5 белый король · d5 белый слон · e2 белый ферзь · a1 чёрный король · b1 чёрный ферзь | e7 чёрная пешка · a5 белый король · d5 белый слон · e2 белый ферзь · a1 чёрный король · b1 чёрный ферзь | e7 чёрная пешка · a5 белый король · d5 белый слон · e2 белый ферзь · a1 чёрный король · b1 чёрный ферзь | e7 чёрная пешка · a5 белый король · d5 белый слон · e2 белый ферзь · a1 чёрный король · b1 чёрный ферзь | e7 чёрная пешка · a5 белый король · d5 белый слон · e2 белый ферзь · a1 чёрный король · b1 чёрный ферзь | e7 чёрная пешка · a5 белый король · d5 белый слон · e2 белый ферзь · a1 чёрный король · b1 чёрный ферзь | e7 чёрная пешка · a5 белый король · d5 белый слон · e2 белый ферзь · a1 чёрный король · b1 чёрный ферзь | e7 чёрная пешка · a5 белый король · d5 белый слон · e2 белый ферзь · a1 чёрный король · b1 чёрный ферзь | 6 |
| 5 | e7 чёрная пешка · a5 белый король · d5 белый слон · e2 белый ферзь · a1 чёрный король · b1 чёрный ферзь | e7 чёрная пешка · a5 белый король · d5 белый слон · e2 белый ферзь · a1 чёрный король · b1 чёрный ферзь | e7 чёрная пешка · a5 белый король · d5 белый слон · e2 белый ферзь · a1 чёрный король · b1 чёрный ферзь | e7 чёрная пешка · a5 белый король · d5 белый слон · e2 белый ферзь · a1 чёрный король · b1 чёрный ферзь | e7 чёрная пешка · a5 белый король · d5 белый слон · e2 белый ферзь · a1 чёрный король · b1 чёрный ферзь | e7 чёрная пешка · a5 белый король · d5 белый слон · e2 белый ферзь · a1 чёрный король · b1 чёрный ферзь | e7 чёрная пешка · a5 белый король · d5 белый слон · e2 белый ферзь · a1 чёрный король · b1 чёрный ферзь | e7 чёрная пешка · a5 белый король · d5 белый слон · e2 белый ферзь · a1 чёрный король · b1 чёрный ферзь | 5 |
| 4 | e7 чёрная пешка · a5 белый король · d5 белый слон · e2 белый ферзь · a1 чёрный король · b1 чёрный ферзь | e7 чёрная пешка · a5 белый король · d5 белый слон · e2 белый ферзь · a1 чёрный король · b1 чёрный ферзь | e7 чёрная пешка · a5 белый король · d5 белый слон · e2 белый ферзь · a1 чёрный король · b1 чёрный ферзь | e7 чёрная пешка · a5 белый король · d5 белый слон · e2 белый ферзь · a1 чёрный король · b1 чёрный ферзь | e7 чёрная пешка · a5 белый король · d5 белый слон · e2 белый ферзь · a1 чёрный король · b1 чёрный ферзь | e7 чёрная пешка · a5 белый король · d5 белый слон · e2 белый ферзь · a1 чёрный король · b1 чёрный ферзь | e7 чёрная пешка · a5 белый король · d5 белый слон · e2 белый ферзь · a1 чёрный король · b1 чёрный ферзь | e7 чёрная пешка · a5 белый король · d5 белый слон · e2 белый ферзь · a1 чёрный король · b1 чёрный ферзь | 4 |
| 3 | e7 чёрная пешка · a5 белый король · d5 белый слон · e2 белый ферзь · a1 чёрный король · b1 чёрный ферзь | e7 чёрная пешка · a5 белый король · d5 белый слон · e2 белый ферзь · a1 чёрный король · b1 чёрный ферзь | e7 чёрная пешка · a5 белый король · d5 белый слон · e2 белый ферзь · a1 чёрный король · b1 чёрный ферзь | e7 чёрная пешка · a5 белый король · d5 белый слон · e2 белый ферзь · a1 чёрный король · b1 чёрный ферзь | e7 чёрная пешка · a5 белый король · d5 белый слон · e2 белый ферзь · a1 чёрный король · b1 чёрный ферзь | e7 чёрная пешка · a5 белый король · d5 белый слон · e2 белый ферзь · a1 чёрный король · b1 чёрный ферзь | e7 чёрная пешка · a5 белый король · d5 белый слон · e2 белый ферзь · a1 чёрный король · b1 чёрный ферзь | e7 чёрная пешка · a5 белый король · d5 белый слон · e2 белый ферзь · a1 чёрный король · b1 чёрный ферзь | 3 |
| 2 | e7 чёрная пешка · a5 белый король · d5 белый слон · e2 белый ферзь · a1 чёрный король · b1 чёрный ферзь | e7 чёрная пешка · a5 белый король · d5 белый слон · e2 белый ферзь · a1 чёрный король · b1 чёрный ферзь | e7 чёрная пешка · a5 белый король · d5 белый слон · e2 белый ферзь · a1 чёрный король · b1 чёрный ферзь | e7 чёрная пешка · a5 белый король · d5 белый слон · e2 белый ферзь · a1 чёрный король · b1 чёрный ферзь | e7 чёрная пешка · a5 белый король · d5 белый слон · e2 белый ферзь · a1 чёрный король · b1 чёрный ферзь | e7 чёрная пешка · a5 белый король · d5 белый слон · e2 белый ферзь · a1 чёрный король · b1 чёрный ферзь | e7 чёрная пешка · a5 белый король · d5 белый слон · e2 белый ферзь · a1 чёрный король · b1 чёрный ферзь | e7 чёрная пешка · a5 белый король · d5 белый слон · e2 белый ферзь · a1 чёрный король · b1 чёрный ферзь | 2 |
| 1 | e7 чёрная пешка · a5 белый король · d5 белый слон · e2 белый ферзь · a1 чёрный король · b1 чёрный ферзь | e7 чёрная пешка · a5 белый король · d5 белый слон · e2 белый ферзь · a1 чёрный король · b1 чёрный ферзь | e7 чёрная пешка · a5 белый король · d5 белый слон · e2 белый ферзь · a1 чёрный король · b1 чёрный ферзь | e7 чёрная пешка · a5 белый король · d5 белый слон · e2 белый ферзь · a1 чёрный король · b1 чёрный ферзь | e7 чёрная пешка · a5 белый король · d5 белый слон · e2 белый ферзь · a1 чёрный король · b1 чёрный ферзь | e7 чёрная пешка · a5 белый король · d5 белый слон · e2 белый ферзь · a1 чёрный король · b1 чёрный ферзь | e7 чёрная пешка · a5 белый король · d5 белый слон · e2 белый ферзь · a1 чёрный король · b1 чёрный ферзь | e7 чёрная пешка · a5 белый король · d5 белый слон · e2 белый ферзь · a1 чёрный король · b1 чёрный ферзь | 1 |
|   | a | b | c | d | e | f | g | h |   |

Среди обширной шахматной литературы XIX века выделяется монументальный «Сборник лучших шахматных задач» Аарона Александра (1846), содержащий 2000 лучших этюдов и задач разных авторов. К середине XIX века крупные этюдисты имелись во всех развитых странах; среди них Луи Шарль де Лабурдонне, Адольф Андерсен, Лионель Кизерицкий и другие.
Как уже упоминалось выше, вначале этюды имели преимущественно аналитический характер и форсированное решение, красоте комбинации или манёвра уделялось недостаточное внимание.
Историю современного этюда принято начинать со сборника этюдов И. Клинга и Б. Горвица (1851). Они стали не только крупнейшими этюдистами своего времени (более 200 этюдов), но и родоначальниками значительного количества этюдных тем. Кроме того, им принадлежит сам термин «этюд» (нем. Studie; в русский язык, по инициативе М. И. Чигорина, вошёл его французский аналог). В творчестве Клинга и Горвица ещё немало чисто аналитических позиций, но немало и ярких, зрелищных этюдов, красота которых заслуживает быть отмеченной и с современной точки зрения.
Решение этюда Клинга и Горвица: 1. Крa6! (см. 7-й ход белых) Фg6+ 2. Крa7! Фg1+ 3. Крa8! Фb1 4. Фe5+ Фb2 5. Фe1+ Фb1 6. Фc3+ Фb2 7. Фa5+ Крb1 8. Сe4+ Крc1 9. Фe1×
В 1862 году в Лондоне был проведён первый в мире конкурс составления задач и этюдов; треть призов по разделу этюдов получили Клинг и Горвиц. Благодаря подъёму интереса к шахматам такие конкурсы вскоре стали массовым явлением. Начали выходить шахматные журналы и газеты, образовались национальные школы шахматных композиторов (немецкая, чешская, русская и другие).

### Мастера этюда конца XIX века
К концу XIX века в творчестве ряда этюдистов начинают формироваться отдельные творческие принципы современного этюда (Йесперсен (Дания), Зеверс и Амелунг (российская Прибалтика) и др.). Принцип экономичности построения, утвердившийся в задаче, становится ведущим и в этюде. Постепенно изживается форсированность решения, разрабатываются новые технические приёмы, расширяется этюдная тематика.
|   | a                                                                     | b                                                                     | c                                                                     | d                                                                     | e                                                                     | f                                                                     | g                                                                     | h                                                                     |   |
| - | --------------------------------------------------------------------- | --------------------------------------------------------------------- | --------------------------------------------------------------------- | --------------------------------------------------------------------- | --------------------------------------------------------------------- | --------------------------------------------------------------------- | --------------------------------------------------------------------- | --------------------------------------------------------------------- | - |
| 8 | b6 белый король · c6 белая пешка · d5 чёрная ладья · a1 чёрный король | b6 белый король · c6 белая пешка · d5 чёрная ладья · a1 чёрный король | b6 белый король · c6 белая пешка · d5 чёрная ладья · a1 чёрный король | b6 белый король · c6 белая пешка · d5 чёрная ладья · a1 чёрный король | b6 белый король · c6 белая пешка · d5 чёрная ладья · a1 чёрный король | b6 белый король · c6 белая пешка · d5 чёрная ладья · a1 чёрный король | b6 белый король · c6 белая пешка · d5 чёрная ладья · a1 чёрный король | b6 белый король · c6 белая пешка · d5 чёрная ладья · a1 чёрный король | 8 |
| 7 | b6 белый король · c6 белая пешка · d5 чёрная ладья · a1 чёрный король | b6 белый король · c6 белая пешка · d5 чёрная ладья · a1 чёрный король | b6 белый король · c6 белая пешка · d5 чёрная ладья · a1 чёрный король | b6 белый король · c6 белая пешка · d5 чёрная ладья · a1 чёрный король | b6 белый король · c6 белая пешка · d5 чёрная ладья · a1 чёрный король | b6 белый король · c6 белая пешка · d5 чёрная ладья · a1 чёрный король | b6 белый король · c6 белая пешка · d5 чёрная ладья · a1 чёрный король | b6 белый король · c6 белая пешка · d5 чёрная ладья · a1 чёрный король | 7 |
| 6 | b6 белый король · c6 белая пешка · d5 чёрная ладья · a1 чёрный король | b6 белый король · c6 белая пешка · d5 чёрная ладья · a1 чёрный король | b6 белый король · c6 белая пешка · d5 чёрная ладья · a1 чёрный король | b6 белый король · c6 белая пешка · d5 чёрная ладья · a1 чёрный король | b6 белый король · c6 белая пешка · d5 чёрная ладья · a1 чёрный король | b6 белый король · c6 белая пешка · d5 чёрная ладья · a1 чёрный король | b6 белый король · c6 белая пешка · d5 чёрная ладья · a1 чёрный король | b6 белый король · c6 белая пешка · d5 чёрная ладья · a1 чёрный король | 6 |
| 5 | b6 белый король · c6 белая пешка · d5 чёрная ладья · a1 чёрный король | b6 белый король · c6 белая пешка · d5 чёрная ладья · a1 чёрный король | b6 белый король · c6 белая пешка · d5 чёрная ладья · a1 чёрный король | b6 белый король · c6 белая пешка · d5 чёрная ладья · a1 чёрный король | b6 белый король · c6 белая пешка · d5 чёрная ладья · a1 чёрный король | b6 белый король · c6 белая пешка · d5 чёрная ладья · a1 чёрный король | b6 белый король · c6 белая пешка · d5 чёрная ладья · a1 чёрный король | b6 белый король · c6 белая пешка · d5 чёрная ладья · a1 чёрный король | 5 |
| 4 | b6 белый король · c6 белая пешка · d5 чёрная ладья · a1 чёрный король | b6 белый король · c6 белая пешка · d5 чёрная ладья · a1 чёрный король | b6 белый король · c6 белая пешка · d5 чёрная ладья · a1 чёрный король | b6 белый король · c6 белая пешка · d5 чёрная ладья · a1 чёрный король | b6 белый король · c6 белая пешка · d5 чёрная ладья · a1 чёрный король | b6 белый король · c6 белая пешка · d5 чёрная ладья · a1 чёрный король | b6 белый король · c6 белая пешка · d5 чёрная ладья · a1 чёрный король | b6 белый король · c6 белая пешка · d5 чёрная ладья · a1 чёрный король | 4 |
| 3 | b6 белый король · c6 белая пешка · d5 чёрная ладья · a1 чёрный король | b6 белый король · c6 белая пешка · d5 чёрная ладья · a1 чёрный король | b6 белый король · c6 белая пешка · d5 чёрная ладья · a1 чёрный король | b6 белый король · c6 белая пешка · d5 чёрная ладья · a1 чёрный король | b6 белый король · c6 белая пешка · d5 чёрная ладья · a1 чёрный король | b6 белый король · c6 белая пешка · d5 чёрная ладья · a1 чёрный король | b6 белый король · c6 белая пешка · d5 чёрная ладья · a1 чёрный король | b6 белый король · c6 белая пешка · d5 чёрная ладья · a1 чёрный король | 3 |
| 2 | b6 белый король · c6 белая пешка · d5 чёрная ладья · a1 чёрный король | b6 белый король · c6 белая пешка · d5 чёрная ладья · a1 чёрный король | b6 белый король · c6 белая пешка · d5 чёрная ладья · a1 чёрный король | b6 белый король · c6 белая пешка · d5 чёрная ладья · a1 чёрный король | b6 белый король · c6 белая пешка · d5 чёрная ладья · a1 чёрный король | b6 белый король · c6 белая пешка · d5 чёрная ладья · a1 чёрный король | b6 белый король · c6 белая пешка · d5 чёрная ладья · a1 чёрный король | b6 белый король · c6 белая пешка · d5 чёрная ладья · a1 чёрный король | 2 |
| 1 | b6 белый король · c6 белая пешка · d5 чёрная ладья · a1 чёрный король | b6 белый король · c6 белая пешка · d5 чёрная ладья · a1 чёрный король | b6 белый король · c6 белая пешка · d5 чёрная ладья · a1 чёрный король | b6 белый король · c6 белая пешка · d5 чёрная ладья · a1 чёрный король | b6 белый король · c6 белая пешка · d5 чёрная ладья · a1 чёрный король | b6 белый король · c6 белая пешка · d5 чёрная ладья · a1 чёрный король | b6 белый король · c6 белая пешка · d5 чёрная ладья · a1 чёрный король | b6 белый король · c6 белая пешка · d5 чёрная ладья · a1 чёрный король | 1 |
|   | a                                                                     | b                                                                     | c                                                                     | d                                                                     | e                                                                     | f                                                                     | g                                                                     | h                                                                     |   |

|   | a                                                                                      | b                                                                                      | c                                                                                      | d                                                                                      | e                                                                                      | f                                                                                      | g                                                                                      | h                                                                                      |   |
| - | -------------------------------------------------------------------------------------- | -------------------------------------------------------------------------------------- | -------------------------------------------------------------------------------------- | -------------------------------------------------------------------------------------- | -------------------------------------------------------------------------------------- | -------------------------------------------------------------------------------------- | -------------------------------------------------------------------------------------- | -------------------------------------------------------------------------------------- | - |
| 8 | a8 белый король · b7 белая пешка · a6 чёрный король · c6 чёрный ферзь · b3 белый ферзь | a8 белый король · b7 белая пешка · a6 чёрный король · c6 чёрный ферзь · b3 белый ферзь | a8 белый король · b7 белая пешка · a6 чёрный король · c6 чёрный ферзь · b3 белый ферзь | a8 белый король · b7 белая пешка · a6 чёрный король · c6 чёрный ферзь · b3 белый ферзь | a8 белый король · b7 белая пешка · a6 чёрный король · c6 чёрный ферзь · b3 белый ферзь | a8 белый король · b7 белая пешка · a6 чёрный король · c6 чёрный ферзь · b3 белый ферзь | a8 белый король · b7 белая пешка · a6 чёрный король · c6 чёрный ферзь · b3 белый ферзь | a8 белый король · b7 белая пешка · a6 чёрный король · c6 чёрный ферзь · b3 белый ферзь | 8 |
| 7 | a8 белый король · b7 белая пешка · a6 чёрный король · c6 чёрный ферзь · b3 белый ферзь | a8 белый король · b7 белая пешка · a6 чёрный король · c6 чёрный ферзь · b3 белый ферзь | a8 белый король · b7 белая пешка · a6 чёрный король · c6 чёрный ферзь · b3 белый ферзь | a8 белый король · b7 белая пешка · a6 чёрный король · c6 чёрный ферзь · b3 белый ферзь | a8 белый король · b7 белая пешка · a6 чёрный король · c6 чёрный ферзь · b3 белый ферзь | a8 белый король · b7 белая пешка · a6 чёрный король · c6 чёрный ферзь · b3 белый ферзь | a8 белый король · b7 белая пешка · a6 чёрный король · c6 чёрный ферзь · b3 белый ферзь | a8 белый король · b7 белая пешка · a6 чёрный король · c6 чёрный ферзь · b3 белый ферзь | 7 |
| 6 | a8 белый король · b7 белая пешка · a6 чёрный король · c6 чёрный ферзь · b3 белый ферзь | a8 белый король · b7 белая пешка · a6 чёрный король · c6 чёрный ферзь · b3 белый ферзь | a8 белый король · b7 белая пешка · a6 чёрный король · c6 чёрный ферзь · b3 белый ферзь | a8 белый король · b7 белая пешка · a6 чёрный король · c6 чёрный ферзь · b3 белый ферзь | a8 белый король · b7 белая пешка · a6 чёрный король · c6 чёрный ферзь · b3 белый ферзь | a8 белый король · b7 белая пешка · a6 чёрный король · c6 чёрный ферзь · b3 белый ферзь | a8 белый король · b7 белая пешка · a6 чёрный король · c6 чёрный ферзь · b3 белый ферзь | a8 белый король · b7 белая пешка · a6 чёрный король · c6 чёрный ферзь · b3 белый ферзь | 6 |
| 5 | a8 белый король · b7 белая пешка · a6 чёрный король · c6 чёрный ферзь · b3 белый ферзь | a8 белый король · b7 белая пешка · a6 чёрный король · c6 чёрный ферзь · b3 белый ферзь | a8 белый король · b7 белая пешка · a6 чёрный король · c6 чёрный ферзь · b3 белый ферзь | a8 белый король · b7 белая пешка · a6 чёрный король · c6 чёрный ферзь · b3 белый ферзь | a8 белый король · b7 белая пешка · a6 чёрный король · c6 чёрный ферзь · b3 белый ферзь | a8 белый король · b7 белая пешка · a6 чёрный король · c6 чёрный ферзь · b3 белый ферзь | a8 белый король · b7 белая пешка · a6 чёрный король · c6 чёрный ферзь · b3 белый ферзь | a8 белый король · b7 белая пешка · a6 чёрный король · c6 чёрный ферзь · b3 белый ферзь | 5 |
| 4 | a8 белый король · b7 белая пешка · a6 чёрный король · c6 чёрный ферзь · b3 белый ферзь | a8 белый король · b7 белая пешка · a6 чёрный король · c6 чёрный ферзь · b3 белый ферзь | a8 белый король · b7 белая пешка · a6 чёрный король · c6 чёрный ферзь · b3 белый ферзь | a8 белый король · b7 белая пешка · a6 чёрный король · c6 чёрный ферзь · b3 белый ферзь | a8 белый король · b7 белая пешка · a6 чёрный король · c6 чёрный ферзь · b3 белый ферзь | a8 белый король · b7 белая пешка · a6 чёрный король · c6 чёрный ферзь · b3 белый ферзь | a8 белый король · b7 белая пешка · a6 чёрный король · c6 чёрный ферзь · b3 белый ферзь | a8 белый король · b7 белая пешка · a6 чёрный король · c6 чёрный ферзь · b3 белый ферзь | 4 |
| 3 | a8 белый король · b7 белая пешка · a6 чёрный король · c6 чёрный ферзь · b3 белый ферзь | a8 белый король · b7 белая пешка · a6 чёрный король · c6 чёрный ферзь · b3 белый ферзь | a8 белый король · b7 белая пешка · a6 чёрный король · c6 чёрный ферзь · b3 белый ферзь | a8 белый король · b7 белая пешка · a6 чёрный король · c6 чёрный ферзь · b3 белый ферзь | a8 белый король · b7 белая пешка · a6 чёрный король · c6 чёрный ферзь · b3 белый ферзь | a8 белый король · b7 белая пешка · a6 чёрный король · c6 чёрный ферзь · b3 белый ферзь | a8 белый король · b7 белая пешка · a6 чёрный король · c6 чёрный ферзь · b3 белый ферзь | a8 белый король · b7 белая пешка · a6 чёрный король · c6 чёрный ферзь · b3 белый ферзь | 3 |
| 2 | a8 белый король · b7 белая пешка · a6 чёрный король · c6 чёрный ферзь · b3 белый ферзь | a8 белый король · b7 белая пешка · a6 чёрный король · c6 чёрный ферзь · b3 белый ферзь | a8 белый король · b7 белая пешка · a6 чёрный король · c6 чёрный ферзь · b3 белый ферзь | a8 белый король · b7 белая пешка · a6 чёрный король · c6 чёрный ферзь · b3 белый ферзь | a8 белый король · b7 белая пешка · a6 чёрный король · c6 чёрный ферзь · b3 белый ферзь | a8 белый король · b7 белая пешка · a6 чёрный король · c6 чёрный ферзь · b3 белый ферзь | a8 белый король · b7 белая пешка · a6 чёрный король · c6 чёрный ферзь · b3 белый ферзь | a8 белый король · b7 белая пешка · a6 чёрный король · c6 чёрный ферзь · b3 белый ферзь | 2 |
| 1 | a8 белый король · b7 белая пешка · a6 чёрный король · c6 чёрный ферзь · b3 белый ферзь | a8 белый король · b7 белая пешка · a6 чёрный король · c6 чёрный ферзь · b3 белый ферзь | a8 белый король · b7 белая пешка · a6 чёрный король · c6 чёрный ферзь · b3 белый ферзь | a8 белый король · b7 белая пешка · a6 чёрный король · c6 чёрный ферзь · b3 белый ферзь | a8 белый король · b7 белая пешка · a6 чёрный король · c6 чёрный ферзь · b3 белый ферзь | a8 белый король · b7 белая пешка · a6 чёрный король · c6 чёрный ферзь · b3 белый ферзь | a8 белый король · b7 белая пешка · a6 чёрный король · c6 чёрный ферзь · b3 белый ферзь | a8 белый король · b7 белая пешка · a6 чёрный король · c6 чёрный ферзь · b3 белый ферзь | 1 |
|   | a                                                                                      | b                                                                                      | c                                                                                      | d                                                                                      | e                                                                                      | f                                                                                      | g                                                                                      | h                                                                                      |   |

|   | a | b | c | d | e | f | g | h |   |
| - | --- | --- | --- | --- | --- | --- | --- | --- | - |
| 8 | c6 чёрная ладья · g6 чёрная пешка · h6 белая пешка · g5 белая пешка · a3 белый король · h2 чёрный король · d1 белый слон | c6 чёрная ладья · g6 чёрная пешка · h6 белая пешка · g5 белая пешка · a3 белый король · h2 чёрный король · d1 белый слон | c6 чёрная ладья · g6 чёрная пешка · h6 белая пешка · g5 белая пешка · a3 белый король · h2 чёрный король · d1 белый слон | c6 чёрная ладья · g6 чёрная пешка · h6 белая пешка · g5 белая пешка · a3 белый король · h2 чёрный король · d1 белый слон | c6 чёрная ладья · g6 чёрная пешка · h6 белая пешка · g5 белая пешка · a3 белый король · h2 чёрный король · d1 белый слон | c6 чёрная ладья · g6 чёрная пешка · h6 белая пешка · g5 белая пешка · a3 белый король · h2 чёрный король · d1 белый слон | c6 чёрная ладья · g6 чёрная пешка · h6 белая пешка · g5 белая пешка · a3 белый король · h2 чёрный король · d1 белый слон | c6 чёрная ладья · g6 чёрная пешка · h6 белая пешка · g5 белая пешка · a3 белый король · h2 чёрный король · d1 белый слон | 8 |
| 7 | c6 чёрная ладья · g6 чёрная пешка · h6 белая пешка · g5 белая пешка · a3 белый король · h2 чёрный король · d1 белый слон | c6 чёрная ладья · g6 чёрная пешка · h6 белая пешка · g5 белая пешка · a3 белый король · h2 чёрный король · d1 белый слон | c6 чёрная ладья · g6 чёрная пешка · h6 белая пешка · g5 белая пешка · a3 белый король · h2 чёрный король · d1 белый слон | c6 чёрная ладья · g6 чёрная пешка · h6 белая пешка · g5 белая пешка · a3 белый король · h2 чёрный король · d1 белый слон | c6 чёрная ладья · g6 чёрная пешка · h6 белая пешка · g5 белая пешка · a3 белый король · h2 чёрный король · d1 белый слон | c6 чёрная ладья · g6 чёрная пешка · h6 белая пешка · g5 белая пешка · a3 белый король · h2 чёрный король · d1 белый слон | c6 чёрная ладья · g6 чёрная пешка · h6 белая пешка · g5 белая пешка · a3 белый король · h2 чёрный король · d1 белый слон | c6 чёрная ладья · g6 чёрная пешка · h6 белая пешка · g5 белая пешка · a3 белый король · h2 чёрный король · d1 белый слон | 7 |
| 6 | c6 чёрная ладья · g6 чёрная пешка · h6 белая пешка · g5 белая пешка · a3 белый король · h2 чёрный король · d1 белый слон | c6 чёрная ладья · g6 чёрная пешка · h6 белая пешка · g5 белая пешка · a3 белый король · h2 чёрный король · d1 белый слон | c6 чёрная ладья · g6 чёрная пешка · h6 белая пешка · g5 белая пешка · a3 белый король · h2 чёрный король · d1 белый слон | c6 чёрная ладья · g6 чёрная пешка · h6 белая пешка · g5 белая пешка · a3 белый король · h2 чёрный король · d1 белый слон | c6 чёрная ладья · g6 чёрная пешка · h6 белая пешка · g5 белая пешка · a3 белый король · h2 чёрный король · d1 белый слон | c6 чёрная ладья · g6 чёрная пешка · h6 белая пешка · g5 белая пешка · a3 белый король · h2 чёрный король · d1 белый слон | c6 чёрная ладья · g6 чёрная пешка · h6 белая пешка · g5 белая пешка · a3 белый король · h2 чёрный король · d1 белый слон | c6 чёрная ладья · g6 чёрная пешка · h6 белая пешка · g5 белая пешка · a3 белый король · h2 чёрный король · d1 белый слон | 6 |
| 5 | c6 чёрная ладья · g6 чёрная пешка · h6 белая пешка · g5 белая пешка · a3 белый король · h2 чёрный король · d1 белый слон | c6 чёрная ладья · g6 чёрная пешка · h6 белая пешка · g5 белая пешка · a3 белый король · h2 чёрный король · d1 белый слон | c6 чёрная ладья · g6 чёрная пешка · h6 белая пешка · g5 белая пешка · a3 белый король · h2 чёрный король · d1 белый слон | c6 чёрная ладья · g6 чёрная пешка · h6 белая пешка · g5 белая пешка · a3 белый король · h2 чёрный король · d1 белый слон | c6 чёрная ладья · g6 чёрная пешка · h6 белая пешка · g5 белая пешка · a3 белый король · h2 чёрный король · d1 белый слон | c6 чёрная ладья · g6 чёрная пешка · h6 белая пешка · g5 белая пешка · a3 белый король · h2 чёрный король · d1 белый слон | c6 чёрная ладья · g6 чёрная пешка · h6 белая пешка · g5 белая пешка · a3 белый король · h2 чёрный король · d1 белый слон | c6 чёрная ладья · g6 чёрная пешка · h6 белая пешка · g5 белая пешка · a3 белый король · h2 чёрный король · d1 белый слон | 5 |
| 4 | c6 чёрная ладья · g6 чёрная пешка · h6 белая пешка · g5 белая пешка · a3 белый король · h2 чёрный король · d1 белый слон | c6 чёрная ладья · g6 чёрная пешка · h6 белая пешка · g5 белая пешка · a3 белый король · h2 чёрный король · d1 белый слон | c6 чёрная ладья · g6 чёрная пешка · h6 белая пешка · g5 белая пешка · a3 белый король · h2 чёрный король · d1 белый слон | c6 чёрная ладья · g6 чёрная пешка · h6 белая пешка · g5 белая пешка · a3 белый король · h2 чёрный король · d1 белый слон | c6 чёрная ладья · g6 чёрная пешка · h6 белая пешка · g5 белая пешка · a3 белый король · h2 чёрный король · d1 белый слон | c6 чёрная ладья · g6 чёрная пешка · h6 белая пешка · g5 белая пешка · a3 белый король · h2 чёрный король · d1 белый слон | c6 чёрная ладья · g6 чёрная пешка · h6 белая пешка · g5 белая пешка · a3 белый король · h2 чёрный король · d1 белый слон | c6 чёрная ладья · g6 чёрная пешка · h6 белая пешка · g5 белая пешка · a3 белый король · h2 чёрный король · d1 белый слон | 4 |
| 3 | c6 чёрная ладья · g6 чёрная пешка · h6 белая пешка · g5 белая пешка · a3 белый король · h2 чёрный король · d1 белый слон | c6 чёрная ладья · g6 чёрная пешка · h6 белая пешка · g5 белая пешка · a3 белый король · h2 чёрный король · d1 белый слон | c6 чёрная ладья · g6 чёрная пешка · h6 белая пешка · g5 белая пешка · a3 белый король · h2 чёрный король · d1 белый слон | c6 чёрная ладья · g6 чёрная пешка · h6 белая пешка · g5 белая пешка · a3 белый король · h2 чёрный король · d1 белый слон | c6 чёрная ладья · g6 чёрная пешка · h6 белая пешка · g5 белая пешка · a3 белый король · h2 чёрный король · d1 белый слон | c6 чёрная ладья · g6 чёрная пешка · h6 белая пешка · g5 белая пешка · a3 белый король · h2 чёрный король · d1 белый слон | c6 чёрная ладья · g6 чёрная пешка · h6 белая пешка · g5 белая пешка · a3 белый король · h2 чёрный король · d1 белый слон | c6 чёрная ладья · g6 чёрная пешка · h6 белая пешка · g5 белая пешка · a3 белый король · h2 чёрный король · d1 белый слон | 3 |
| 2 | c6 чёрная ладья · g6 чёрная пешка · h6 белая пешка · g5 белая пешка · a3 белый король · h2 чёрный король · d1 белый слон | c6 чёрная ладья · g6 чёрная пешка · h6 белая пешка · g5 белая пешка · a3 белый король · h2 чёрный король · d1 белый слон | c6 чёрная ладья · g6 чёрная пешка · h6 белая пешка · g5 белая пешка · a3 белый король · h2 чёрный король · d1 белый слон | c6 чёрная ладья · g6 чёрная пешка · h6 белая пешка · g5 белая пешка · a3 белый король · h2 чёрный король · d1 белый слон | c6 чёрная ладья · g6 чёрная пешка · h6 белая пешка · g5 белая пешка · a3 белый король · h2 чёрный король · d1 белый слон | c6 чёрная ладья · g6 чёрная пешка · h6 белая пешка · g5 белая пешка · a3 белый король · h2 чёрный король · d1 белый слон | c6 чёрная ладья · g6 чёрная пешка · h6 белая пешка · g5 белая пешка · a3 белый король · h2 чёрный король · d1 белый слон | c6 чёрная ладья · g6 чёрная пешка · h6 белая пешка · g5 белая пешка · a3 белый король · h2 чёрный король · d1 белый слон | 2 |
| 1 | c6 чёрная ладья · g6 чёрная пешка · h6 белая пешка · g5 белая пешка · a3 белый король · h2 чёрный король · d1 белый слон | c6 чёрная ладья · g6 чёрная пешка · h6 белая пешка · g5 белая пешка · a3 белый король · h2 чёрный король · d1 белый слон | c6 чёрная ладья · g6 чёрная пешка · h6 белая пешка · g5 белая пешка · a3 белый король · h2 чёрный король · d1 белый слон | c6 чёрная ладья · g6 чёрная пешка · h6 белая пешка · g5 белая пешка · a3 белый король · h2 чёрный король · d1 белый слон | c6 чёрная ладья · g6 чёрная пешка · h6 белая пешка · g5 белая пешка · a3 белый король · h2 чёрный король · d1 белый слон | c6 чёрная ладья · g6 чёрная пешка · h6 белая пешка · g5 белая пешка · a3 белый король · h2 чёрный король · d1 белый слон | c6 чёрная ладья · g6 чёрная пешка · h6 белая пешка · g5 белая пешка · a3 белый король · h2 чёрный король · d1 белый слон | c6 чёрная ладья · g6 чёрная пешка · h6 белая пешка · g5 белая пешка · a3 белый король · h2 чёрный король · d1 белый слон | 1 |
|   | a | b | c | d | e | f | g | h |   |

18 мая 1895 года в шотландской газете «Уикли ситизен» был опубликован знаменитый «этюд Сааведры», появившийся на свет благодаря усилиям редактора шахматного раздела Ж. Барбье и местного католического священника Фернандо Сааведры (1847—1922). Изысканная красота этюда стала настоящим открытием. Шедевр послужил мощным стимулом для шахматных композиторов в их стремлении усилить эстетическую сторону этюда и парадоксальную, зрелищную сторону решения. Решение этюда: 1.c7 Лd6+ 2.Крb5! (2.Крc5? Лd1 и Лc1+, или 2.Крb7? Лd7) Лd5+ 3.Крb4 Лd4+ 4.Крb3 Лd3+ 5.Крc2 Лd4! (ожидая 6.c8Ф? Лc4+! 7.Ф:c4 пат) 6.c8Л!! Лa4 7.Крb3!
Ещё одним «автором одного шедевра» стал голландский мастер Луис ван Флит (Louis van Vliet, 1854—1932), опубликовавший свой классический этюд в 1888 году. Решение этюда ван Флита: 1.Фb4! Цугцванг. Далее возможны 3 варианта.
- 1…Фd5(f3) 2.Фa4+ Крb6 3.Фb3+!! Ф:b3 4.b8Ф+
- 1…Фg2 2.Фa3+ Крb6 3.Фb2+!! Ф:b2 4.b8Ф+
- 1…Фh1 2.Фa3+ Крb6 3.Фb2+ Крc7 (иначе та же жертва) 4.Фh2+!! Ф:h2 5.b8Ф+

Австрийский этюдист Герман Нейштадтль (Hermann Neustadtl, 1862—1909) оставил в истории этюда несколько ярких классических произведений. Решение его этюда: 1.Сh5!! Крg3 2.С:g6! Крf4 3.h7 Далее два варианта:
- 3…Лc8 4.Сe8! и 5.g6 с выигрышем.
- 3…Лc3+ 4.Крb4 Лh3 5.Сh5! и 5.g6.

Лидером австрийской школы композиции на рубеже XIX—XX веков был мастер Иоганн Непомук Бергер, крупный теоретик, многолетний редактор шахматной газеты «Дойче шахцайтунг». В датской школе активно действовал Йеспер Йесперсен (Jesper Karl Lorenz Jespersen, почти 3500 задач и этюдов).
Первый русский мастер Александр Петров составлял только задачи, но его ученики Карл Яниш и Илья Шумов стали первыми русскими этюдистами. Одновременно сильная школа шахматных композиторов появилась в российской Прибалтике: Фридрих Амелунг, братья Янис Бетиньш и Карлис Бетиньш и др. Первый в России этюдный конкурс был проведён в 1895 году газетой «Rigaer tageblatt».

### Школа Троицкого
Подлинным основоположником художественного этюда явился Алексей Троицкий, первые работы которого относятся к 1895 году. Он не только дал законченное теоретическое и творческое определение принципов этюдной композиции, но и виртуозно продемонстрировал их на примере собственного творчества.
|   | a | b | c | d | e | f | g | h |   |
| - | --- | --- | --- | --- | --- | --- | --- | --- | - |
| 8 | f8 чёрный король · e7 чёрная пешка · h7 чёрная пешка · g6 белая пешка · d5 белый король · e3 белый слон | f8 чёрный король · e7 чёрная пешка · h7 чёрная пешка · g6 белая пешка · d5 белый король · e3 белый слон | f8 чёрный король · e7 чёрная пешка · h7 чёрная пешка · g6 белая пешка · d5 белый король · e3 белый слон | f8 чёрный король · e7 чёрная пешка · h7 чёрная пешка · g6 белая пешка · d5 белый король · e3 белый слон | f8 чёрный король · e7 чёрная пешка · h7 чёрная пешка · g6 белая пешка · d5 белый король · e3 белый слон | f8 чёрный король · e7 чёрная пешка · h7 чёрная пешка · g6 белая пешка · d5 белый король · e3 белый слон | f8 чёрный король · e7 чёрная пешка · h7 чёрная пешка · g6 белая пешка · d5 белый король · e3 белый слон | f8 чёрный король · e7 чёрная пешка · h7 чёрная пешка · g6 белая пешка · d5 белый король · e3 белый слон | 8 |
| 7 | f8 чёрный король · e7 чёрная пешка · h7 чёрная пешка · g6 белая пешка · d5 белый король · e3 белый слон | f8 чёрный король · e7 чёрная пешка · h7 чёрная пешка · g6 белая пешка · d5 белый король · e3 белый слон | f8 чёрный король · e7 чёрная пешка · h7 чёрная пешка · g6 белая пешка · d5 белый король · e3 белый слон | f8 чёрный король · e7 чёрная пешка · h7 чёрная пешка · g6 белая пешка · d5 белый король · e3 белый слон | f8 чёрный король · e7 чёрная пешка · h7 чёрная пешка · g6 белая пешка · d5 белый король · e3 белый слон | f8 чёрный король · e7 чёрная пешка · h7 чёрная пешка · g6 белая пешка · d5 белый король · e3 белый слон | f8 чёрный король · e7 чёрная пешка · h7 чёрная пешка · g6 белая пешка · d5 белый король · e3 белый слон | f8 чёрный король · e7 чёрная пешка · h7 чёрная пешка · g6 белая пешка · d5 белый король · e3 белый слон | 7 |
| 6 | f8 чёрный король · e7 чёрная пешка · h7 чёрная пешка · g6 белая пешка · d5 белый король · e3 белый слон | f8 чёрный король · e7 чёрная пешка · h7 чёрная пешка · g6 белая пешка · d5 белый король · e3 белый слон | f8 чёрный король · e7 чёрная пешка · h7 чёрная пешка · g6 белая пешка · d5 белый король · e3 белый слон | f8 чёрный король · e7 чёрная пешка · h7 чёрная пешка · g6 белая пешка · d5 белый король · e3 белый слон | f8 чёрный король · e7 чёрная пешка · h7 чёрная пешка · g6 белая пешка · d5 белый король · e3 белый слон | f8 чёрный король · e7 чёрная пешка · h7 чёрная пешка · g6 белая пешка · d5 белый король · e3 белый слон | f8 чёрный король · e7 чёрная пешка · h7 чёрная пешка · g6 белая пешка · d5 белый король · e3 белый слон | f8 чёрный король · e7 чёрная пешка · h7 чёрная пешка · g6 белая пешка · d5 белый король · e3 белый слон | 6 |
| 5 | f8 чёрный король · e7 чёрная пешка · h7 чёрная пешка · g6 белая пешка · d5 белый король · e3 белый слон | f8 чёрный король · e7 чёрная пешка · h7 чёрная пешка · g6 белая пешка · d5 белый король · e3 белый слон | f8 чёрный король · e7 чёрная пешка · h7 чёрная пешка · g6 белая пешка · d5 белый король · e3 белый слон | f8 чёрный король · e7 чёрная пешка · h7 чёрная пешка · g6 белая пешка · d5 белый король · e3 белый слон | f8 чёрный король · e7 чёрная пешка · h7 чёрная пешка · g6 белая пешка · d5 белый король · e3 белый слон | f8 чёрный король · e7 чёрная пешка · h7 чёрная пешка · g6 белая пешка · d5 белый король · e3 белый слон | f8 чёрный король · e7 чёрная пешка · h7 чёрная пешка · g6 белая пешка · d5 белый король · e3 белый слон | f8 чёрный король · e7 чёрная пешка · h7 чёрная пешка · g6 белая пешка · d5 белый король · e3 белый слон | 5 |
| 4 | f8 чёрный король · e7 чёрная пешка · h7 чёрная пешка · g6 белая пешка · d5 белый король · e3 белый слон | f8 чёрный король · e7 чёрная пешка · h7 чёрная пешка · g6 белая пешка · d5 белый король · e3 белый слон | f8 чёрный король · e7 чёрная пешка · h7 чёрная пешка · g6 белая пешка · d5 белый король · e3 белый слон | f8 чёрный король · e7 чёрная пешка · h7 чёрная пешка · g6 белая пешка · d5 белый король · e3 белый слон | f8 чёрный король · e7 чёрная пешка · h7 чёрная пешка · g6 белая пешка · d5 белый король · e3 белый слон | f8 чёрный король · e7 чёрная пешка · h7 чёрная пешка · g6 белая пешка · d5 белый король · e3 белый слон | f8 чёрный король · e7 чёрная пешка · h7 чёрная пешка · g6 белая пешка · d5 белый король · e3 белый слон | f8 чёрный король · e7 чёрная пешка · h7 чёрная пешка · g6 белая пешка · d5 белый король · e3 белый слон | 4 |
| 3 | f8 чёрный король · e7 чёрная пешка · h7 чёрная пешка · g6 белая пешка · d5 белый король · e3 белый слон | f8 чёрный король · e7 чёрная пешка · h7 чёрная пешка · g6 белая пешка · d5 белый король · e3 белый слон | f8 чёрный король · e7 чёрная пешка · h7 чёрная пешка · g6 белая пешка · d5 белый король · e3 белый слон | f8 чёрный король · e7 чёрная пешка · h7 чёрная пешка · g6 белая пешка · d5 белый король · e3 белый слон | f8 чёрный король · e7 чёрная пешка · h7 чёрная пешка · g6 белая пешка · d5 белый король · e3 белый слон | f8 чёрный король · e7 чёрная пешка · h7 чёрная пешка · g6 белая пешка · d5 белый король · e3 белый слон | f8 чёрный король · e7 чёрная пешка · h7 чёрная пешка · g6 белая пешка · d5 белый король · e3 белый слон | f8 чёрный король · e7 чёрная пешка · h7 чёрная пешка · g6 белая пешка · d5 белый король · e3 белый слон | 3 |
| 2 | f8 чёрный король · e7 чёрная пешка · h7 чёрная пешка · g6 белая пешка · d5 белый король · e3 белый слон | f8 чёрный король · e7 чёрная пешка · h7 чёрная пешка · g6 белая пешка · d5 белый король · e3 белый слон | f8 чёрный король · e7 чёрная пешка · h7 чёрная пешка · g6 белая пешка · d5 белый король · e3 белый слон | f8 чёрный король · e7 чёрная пешка · h7 чёрная пешка · g6 белая пешка · d5 белый король · e3 белый слон | f8 чёрный король · e7 чёрная пешка · h7 чёрная пешка · g6 белая пешка · d5 белый король · e3 белый слон | f8 чёрный король · e7 чёрная пешка · h7 чёрная пешка · g6 белая пешка · d5 белый король · e3 белый слон | f8 чёрный король · e7 чёрная пешка · h7 чёрная пешка · g6 белая пешка · d5 белый король · e3 белый слон | f8 чёрный король · e7 чёрная пешка · h7 чёрная пешка · g6 белая пешка · d5 белый король · e3 белый слон | 2 |
| 1 | f8 чёрный король · e7 чёрная пешка · h7 чёрная пешка · g6 белая пешка · d5 белый король · e3 белый слон | f8 чёрный король · e7 чёрная пешка · h7 чёрная пешка · g6 белая пешка · d5 белый король · e3 белый слон | f8 чёрный король · e7 чёрная пешка · h7 чёрная пешка · g6 белая пешка · d5 белый король · e3 белый слон | f8 чёрный король · e7 чёрная пешка · h7 чёрная пешка · g6 белая пешка · d5 белый король · e3 белый слон | f8 чёрный король · e7 чёрная пешка · h7 чёрная пешка · g6 белая пешка · d5 белый король · e3 белый слон | f8 чёрный король · e7 чёрная пешка · h7 чёрная пешка · g6 белая пешка · d5 белый король · e3 белый слон | f8 чёрный король · e7 чёрная пешка · h7 чёрная пешка · g6 белая пешка · d5 белый король · e3 белый слон | f8 чёрный король · e7 чёрная пешка · h7 чёрная пешка · g6 белая пешка · d5 белый король · e3 белый слон | 1 |
|   | a | b | c | d | e | f | g | h |   |

|   | a | b | c | d | e | f | g | h |   |
| - | --- | --- | --- | --- | --- | --- | --- | --- | - |
| 8 | e5 белый конь · a3 белый слон · c3 чёрный король · f3 чёрная пешка · h3 чёрная пешка · e2 белая пешка · f2 чёрная пешка · h2 белая пешка · c1 белый король | e5 белый конь · a3 белый слон · c3 чёрный король · f3 чёрная пешка · h3 чёрная пешка · e2 белая пешка · f2 чёрная пешка · h2 белая пешка · c1 белый король | e5 белый конь · a3 белый слон · c3 чёрный король · f3 чёрная пешка · h3 чёрная пешка · e2 белая пешка · f2 чёрная пешка · h2 белая пешка · c1 белый король | e5 белый конь · a3 белый слон · c3 чёрный король · f3 чёрная пешка · h3 чёрная пешка · e2 белая пешка · f2 чёрная пешка · h2 белая пешка · c1 белый король | e5 белый конь · a3 белый слон · c3 чёрный король · f3 чёрная пешка · h3 чёрная пешка · e2 белая пешка · f2 чёрная пешка · h2 белая пешка · c1 белый король | e5 белый конь · a3 белый слон · c3 чёрный король · f3 чёрная пешка · h3 чёрная пешка · e2 белая пешка · f2 чёрная пешка · h2 белая пешка · c1 белый король | e5 белый конь · a3 белый слон · c3 чёрный король · f3 чёрная пешка · h3 чёрная пешка · e2 белая пешка · f2 чёрная пешка · h2 белая пешка · c1 белый король | e5 белый конь · a3 белый слон · c3 чёрный король · f3 чёрная пешка · h3 чёрная пешка · e2 белая пешка · f2 чёрная пешка · h2 белая пешка · c1 белый король | 8 |
| 7 | e5 белый конь · a3 белый слон · c3 чёрный король · f3 чёрная пешка · h3 чёрная пешка · e2 белая пешка · f2 чёрная пешка · h2 белая пешка · c1 белый король | e5 белый конь · a3 белый слон · c3 чёрный король · f3 чёрная пешка · h3 чёрная пешка · e2 белая пешка · f2 чёрная пешка · h2 белая пешка · c1 белый король | e5 белый конь · a3 белый слон · c3 чёрный король · f3 чёрная пешка · h3 чёрная пешка · e2 белая пешка · f2 чёрная пешка · h2 белая пешка · c1 белый король | e5 белый конь · a3 белый слон · c3 чёрный король · f3 чёрная пешка · h3 чёрная пешка · e2 белая пешка · f2 чёрная пешка · h2 белая пешка · c1 белый король | e5 белый конь · a3 белый слон · c3 чёрный король · f3 чёрная пешка · h3 чёрная пешка · e2 белая пешка · f2 чёрная пешка · h2 белая пешка · c1 белый король | e5 белый конь · a3 белый слон · c3 чёрный король · f3 чёрная пешка · h3 чёрная пешка · e2 белая пешка · f2 чёрная пешка · h2 белая пешка · c1 белый король | e5 белый конь · a3 белый слон · c3 чёрный король · f3 чёрная пешка · h3 чёрная пешка · e2 белая пешка · f2 чёрная пешка · h2 белая пешка · c1 белый король | e5 белый конь · a3 белый слон · c3 чёрный король · f3 чёрная пешка · h3 чёрная пешка · e2 белая пешка · f2 чёрная пешка · h2 белая пешка · c1 белый король | 7 |
| 6 | e5 белый конь · a3 белый слон · c3 чёрный король · f3 чёрная пешка · h3 чёрная пешка · e2 белая пешка · f2 чёрная пешка · h2 белая пешка · c1 белый король | e5 белый конь · a3 белый слон · c3 чёрный король · f3 чёрная пешка · h3 чёрная пешка · e2 белая пешка · f2 чёрная пешка · h2 белая пешка · c1 белый король | e5 белый конь · a3 белый слон · c3 чёрный король · f3 чёрная пешка · h3 чёрная пешка · e2 белая пешка · f2 чёрная пешка · h2 белая пешка · c1 белый король | e5 белый конь · a3 белый слон · c3 чёрный король · f3 чёрная пешка · h3 чёрная пешка · e2 белая пешка · f2 чёрная пешка · h2 белая пешка · c1 белый король | e5 белый конь · a3 белый слон · c3 чёрный король · f3 чёрная пешка · h3 чёрная пешка · e2 белая пешка · f2 чёрная пешка · h2 белая пешка · c1 белый король | e5 белый конь · a3 белый слон · c3 чёрный король · f3 чёрная пешка · h3 чёрная пешка · e2 белая пешка · f2 чёрная пешка · h2 белая пешка · c1 белый король | e5 белый конь · a3 белый слон · c3 чёрный король · f3 чёрная пешка · h3 чёрная пешка · e2 белая пешка · f2 чёрная пешка · h2 белая пешка · c1 белый король | e5 белый конь · a3 белый слон · c3 чёрный король · f3 чёрная пешка · h3 чёрная пешка · e2 белая пешка · f2 чёрная пешка · h2 белая пешка · c1 белый король | 6 |
| 5 | e5 белый конь · a3 белый слон · c3 чёрный король · f3 чёрная пешка · h3 чёрная пешка · e2 белая пешка · f2 чёрная пешка · h2 белая пешка · c1 белый король | e5 белый конь · a3 белый слон · c3 чёрный король · f3 чёрная пешка · h3 чёрная пешка · e2 белая пешка · f2 чёрная пешка · h2 белая пешка · c1 белый король | e5 белый конь · a3 белый слон · c3 чёрный король · f3 чёрная пешка · h3 чёрная пешка · e2 белая пешка · f2 чёрная пешка · h2 белая пешка · c1 белый король | e5 белый конь · a3 белый слон · c3 чёрный король · f3 чёрная пешка · h3 чёрная пешка · e2 белая пешка · f2 чёрная пешка · h2 белая пешка · c1 белый король | e5 белый конь · a3 белый слон · c3 чёрный король · f3 чёрная пешка · h3 чёрная пешка · e2 белая пешка · f2 чёрная пешка · h2 белая пешка · c1 белый король | e5 белый конь · a3 белый слон · c3 чёрный король · f3 чёрная пешка · h3 чёрная пешка · e2 белая пешка · f2 чёрная пешка · h2 белая пешка · c1 белый король | e5 белый конь · a3 белый слон · c3 чёрный король · f3 чёрная пешка · h3 чёрная пешка · e2 белая пешка · f2 чёрная пешка · h2 белая пешка · c1 белый король | e5 белый конь · a3 белый слон · c3 чёрный король · f3 чёрная пешка · h3 чёрная пешка · e2 белая пешка · f2 чёрная пешка · h2 белая пешка · c1 белый король | 5 |
| 4 | e5 белый конь · a3 белый слон · c3 чёрный король · f3 чёрная пешка · h3 чёрная пешка · e2 белая пешка · f2 чёрная пешка · h2 белая пешка · c1 белый король | e5 белый конь · a3 белый слон · c3 чёрный король · f3 чёрная пешка · h3 чёрная пешка · e2 белая пешка · f2 чёрная пешка · h2 белая пешка · c1 белый король | e5 белый конь · a3 белый слон · c3 чёрный король · f3 чёрная пешка · h3 чёрная пешка · e2 белая пешка · f2 чёрная пешка · h2 белая пешка · c1 белый король | e5 белый конь · a3 белый слон · c3 чёрный король · f3 чёрная пешка · h3 чёрная пешка · e2 белая пешка · f2 чёрная пешка · h2 белая пешка · c1 белый король | e5 белый конь · a3 белый слон · c3 чёрный король · f3 чёрная пешка · h3 чёрная пешка · e2 белая пешка · f2 чёрная пешка · h2 белая пешка · c1 белый король | e5 белый конь · a3 белый слон · c3 чёрный король · f3 чёрная пешка · h3 чёрная пешка · e2 белая пешка · f2 чёрная пешка · h2 белая пешка · c1 белый король | e5 белый конь · a3 белый слон · c3 чёрный король · f3 чёрная пешка · h3 чёрная пешка · e2 белая пешка · f2 чёрная пешка · h2 белая пешка · c1 белый король | e5 белый конь · a3 белый слон · c3 чёрный король · f3 чёрная пешка · h3 чёрная пешка · e2 белая пешка · f2 чёрная пешка · h2 белая пешка · c1 белый король | 4 |
| 3 | e5 белый конь · a3 белый слон · c3 чёрный король · f3 чёрная пешка · h3 чёрная пешка · e2 белая пешка · f2 чёрная пешка · h2 белая пешка · c1 белый король | e5 белый конь · a3 белый слон · c3 чёрный король · f3 чёрная пешка · h3 чёрная пешка · e2 белая пешка · f2 чёрная пешка · h2 белая пешка · c1 белый король | e5 белый конь · a3 белый слон · c3 чёрный король · f3 чёрная пешка · h3 чёрная пешка · e2 белая пешка · f2 чёрная пешка · h2 белая пешка · c1 белый король | e5 белый конь · a3 белый слон · c3 чёрный король · f3 чёрная пешка · h3 чёрная пешка · e2 белая пешка · f2 чёрная пешка · h2 белая пешка · c1 белый король | e5 белый конь · a3 белый слон · c3 чёрный король · f3 чёрная пешка · h3 чёрная пешка · e2 белая пешка · f2 чёрная пешка · h2 белая пешка · c1 белый король | e5 белый конь · a3 белый слон · c3 чёрный король · f3 чёрная пешка · h3 чёрная пешка · e2 белая пешка · f2 чёрная пешка · h2 белая пешка · c1 белый король | e5 белый конь · a3 белый слон · c3 чёрный король · f3 чёрная пешка · h3 чёрная пешка · e2 белая пешка · f2 чёрная пешка · h2 белая пешка · c1 белый король | e5 белый конь · a3 белый слон · c3 чёрный король · f3 чёрная пешка · h3 чёрная пешка · e2 белая пешка · f2 чёрная пешка · h2 белая пешка · c1 белый король | 3 |
| 2 | e5 белый конь · a3 белый слон · c3 чёрный король · f3 чёрная пешка · h3 чёрная пешка · e2 белая пешка · f2 чёрная пешка · h2 белая пешка · c1 белый король | e5 белый конь · a3 белый слон · c3 чёрный король · f3 чёрная пешка · h3 чёрная пешка · e2 белая пешка · f2 чёрная пешка · h2 белая пешка · c1 белый король | e5 белый конь · a3 белый слон · c3 чёрный король · f3 чёрная пешка · h3 чёрная пешка · e2 белая пешка · f2 чёрная пешка · h2 белая пешка · c1 белый король | e5 белый конь · a3 белый слон · c3 чёрный король · f3 чёрная пешка · h3 чёрная пешка · e2 белая пешка · f2 чёрная пешка · h2 белая пешка · c1 белый король | e5 белый конь · a3 белый слон · c3 чёрный король · f3 чёрная пешка · h3 чёрная пешка · e2 белая пешка · f2 чёрная пешка · h2 белая пешка · c1 белый король | e5 белый конь · a3 белый слон · c3 чёрный король · f3 чёрная пешка · h3 чёрная пешка · e2 белая пешка · f2 чёрная пешка · h2 белая пешка · c1 белый король | e5 белый конь · a3 белый слон · c3 чёрный король · f3 чёрная пешка · h3 чёрная пешка · e2 белая пешка · f2 чёрная пешка · h2 белая пешка · c1 белый король | e5 белый конь · a3 белый слон · c3 чёрный король · f3 чёрная пешка · h3 чёрная пешка · e2 белая пешка · f2 чёрная пешка · h2 белая пешка · c1 белый король | 2 |
| 1 | e5 белый конь · a3 белый слон · c3 чёрный король · f3 чёрная пешка · h3 чёрная пешка · e2 белая пешка · f2 чёрная пешка · h2 белая пешка · c1 белый король | e5 белый конь · a3 белый слон · c3 чёрный король · f3 чёрная пешка · h3 чёрная пешка · e2 белая пешка · f2 чёрная пешка · h2 белая пешка · c1 белый король | e5 белый конь · a3 белый слон · c3 чёрный король · f3 чёрная пешка · h3 чёрная пешка · e2 белая пешка · f2 чёрная пешка · h2 белая пешка · c1 белый король | e5 белый конь · a3 белый слон · c3 чёрный король · f3 чёрная пешка · h3 чёрная пешка · e2 белая пешка · f2 чёрная пешка · h2 белая пешка · c1 белый король | e5 белый конь · a3 белый слон · c3 чёрный король · f3 чёрная пешка · h3 чёрная пешка · e2 белая пешка · f2 чёрная пешка · h2 белая пешка · c1 белый король | e5 белый конь · a3 белый слон · c3 чёрный король · f3 чёрная пешка · h3 чёрная пешка · e2 белая пешка · f2 чёрная пешка · h2 белая пешка · c1 белый король | e5 белый конь · a3 белый слон · c3 чёрный король · f3 чёрная пешка · h3 чёрная пешка · e2 белая пешка · f2 чёрная пешка · h2 белая пешка · c1 белый король | e5 белый конь · a3 белый слон · c3 чёрный король · f3 чёрная пешка · h3 чёрная пешка · e2 белая пешка · f2 чёрная пешка · h2 белая пешка · c1 белый король | 1 |
|   | a | b | c | d | e | f | g | h |   |

|   | a | b | c | d | e | f | g | h |   |
| - | --- | --- | --- | --- | --- | --- | --- | --- | - |
| 8 | e8 белый слон · g6 белый конь · f5 чёрная пешка · b4 чёрная ладья · g4 чёрная пешка · g3 чёрная пешка · h3 чёрный король · h2 чёрный слон · e1 белый король · h1 белый ферзь | e8 белый слон · g6 белый конь · f5 чёрная пешка · b4 чёрная ладья · g4 чёрная пешка · g3 чёрная пешка · h3 чёрный король · h2 чёрный слон · e1 белый король · h1 белый ферзь | e8 белый слон · g6 белый конь · f5 чёрная пешка · b4 чёрная ладья · g4 чёрная пешка · g3 чёрная пешка · h3 чёрный король · h2 чёрный слон · e1 белый король · h1 белый ферзь | e8 белый слон · g6 белый конь · f5 чёрная пешка · b4 чёрная ладья · g4 чёрная пешка · g3 чёрная пешка · h3 чёрный король · h2 чёрный слон · e1 белый король · h1 белый ферзь | e8 белый слон · g6 белый конь · f5 чёрная пешка · b4 чёрная ладья · g4 чёрная пешка · g3 чёрная пешка · h3 чёрный король · h2 чёрный слон · e1 белый король · h1 белый ферзь | e8 белый слон · g6 белый конь · f5 чёрная пешка · b4 чёрная ладья · g4 чёрная пешка · g3 чёрная пешка · h3 чёрный король · h2 чёрный слон · e1 белый король · h1 белый ферзь | e8 белый слон · g6 белый конь · f5 чёрная пешка · b4 чёрная ладья · g4 чёрная пешка · g3 чёрная пешка · h3 чёрный король · h2 чёрный слон · e1 белый король · h1 белый ферзь | e8 белый слон · g6 белый конь · f5 чёрная пешка · b4 чёрная ладья · g4 чёрная пешка · g3 чёрная пешка · h3 чёрный король · h2 чёрный слон · e1 белый король · h1 белый ферзь | 8 |
| 7 | e8 белый слон · g6 белый конь · f5 чёрная пешка · b4 чёрная ладья · g4 чёрная пешка · g3 чёрная пешка · h3 чёрный король · h2 чёрный слон · e1 белый король · h1 белый ферзь | e8 белый слон · g6 белый конь · f5 чёрная пешка · b4 чёрная ладья · g4 чёрная пешка · g3 чёрная пешка · h3 чёрный король · h2 чёрный слон · e1 белый король · h1 белый ферзь | e8 белый слон · g6 белый конь · f5 чёрная пешка · b4 чёрная ладья · g4 чёрная пешка · g3 чёрная пешка · h3 чёрный король · h2 чёрный слон · e1 белый король · h1 белый ферзь | e8 белый слон · g6 белый конь · f5 чёрная пешка · b4 чёрная ладья · g4 чёрная пешка · g3 чёрная пешка · h3 чёрный король · h2 чёрный слон · e1 белый король · h1 белый ферзь | e8 белый слон · g6 белый конь · f5 чёрная пешка · b4 чёрная ладья · g4 чёрная пешка · g3 чёрная пешка · h3 чёрный король · h2 чёрный слон · e1 белый король · h1 белый ферзь | e8 белый слон · g6 белый конь · f5 чёрная пешка · b4 чёрная ладья · g4 чёрная пешка · g3 чёрная пешка · h3 чёрный король · h2 чёрный слон · e1 белый король · h1 белый ферзь | e8 белый слон · g6 белый конь · f5 чёрная пешка · b4 чёрная ладья · g4 чёрная пешка · g3 чёрная пешка · h3 чёрный король · h2 чёрный слон · e1 белый король · h1 белый ферзь | e8 белый слон · g6 белый конь · f5 чёрная пешка · b4 чёрная ладья · g4 чёрная пешка · g3 чёрная пешка · h3 чёрный король · h2 чёрный слон · e1 белый король · h1 белый ферзь | 7 |
| 6 | e8 белый слон · g6 белый конь · f5 чёрная пешка · b4 чёрная ладья · g4 чёрная пешка · g3 чёрная пешка · h3 чёрный король · h2 чёрный слон · e1 белый король · h1 белый ферзь | e8 белый слон · g6 белый конь · f5 чёрная пешка · b4 чёрная ладья · g4 чёрная пешка · g3 чёрная пешка · h3 чёрный король · h2 чёрный слон · e1 белый король · h1 белый ферзь | e8 белый слон · g6 белый конь · f5 чёрная пешка · b4 чёрная ладья · g4 чёрная пешка · g3 чёрная пешка · h3 чёрный король · h2 чёрный слон · e1 белый король · h1 белый ферзь | e8 белый слон · g6 белый конь · f5 чёрная пешка · b4 чёрная ладья · g4 чёрная пешка · g3 чёрная пешка · h3 чёрный король · h2 чёрный слон · e1 белый король · h1 белый ферзь | e8 белый слон · g6 белый конь · f5 чёрная пешка · b4 чёрная ладья · g4 чёрная пешка · g3 чёрная пешка · h3 чёрный король · h2 чёрный слон · e1 белый король · h1 белый ферзь | e8 белый слон · g6 белый конь · f5 чёрная пешка · b4 чёрная ладья · g4 чёрная пешка · g3 чёрная пешка · h3 чёрный король · h2 чёрный слон · e1 белый король · h1 белый ферзь | e8 белый слон · g6 белый конь · f5 чёрная пешка · b4 чёрная ладья · g4 чёрная пешка · g3 чёрная пешка · h3 чёрный король · h2 чёрный слон · e1 белый король · h1 белый ферзь | e8 белый слон · g6 белый конь · f5 чёрная пешка · b4 чёрная ладья · g4 чёрная пешка · g3 чёрная пешка · h3 чёрный король · h2 чёрный слон · e1 белый король · h1 белый ферзь | 6 |
| 5 | e8 белый слон · g6 белый конь · f5 чёрная пешка · b4 чёрная ладья · g4 чёрная пешка · g3 чёрная пешка · h3 чёрный король · h2 чёрный слон · e1 белый король · h1 белый ферзь | e8 белый слон · g6 белый конь · f5 чёрная пешка · b4 чёрная ладья · g4 чёрная пешка · g3 чёрная пешка · h3 чёрный король · h2 чёрный слон · e1 белый король · h1 белый ферзь | e8 белый слон · g6 белый конь · f5 чёрная пешка · b4 чёрная ладья · g4 чёрная пешка · g3 чёрная пешка · h3 чёрный король · h2 чёрный слон · e1 белый король · h1 белый ферзь | e8 белый слон · g6 белый конь · f5 чёрная пешка · b4 чёрная ладья · g4 чёрная пешка · g3 чёрная пешка · h3 чёрный король · h2 чёрный слон · e1 белый король · h1 белый ферзь | e8 белый слон · g6 белый конь · f5 чёрная пешка · b4 чёрная ладья · g4 чёрная пешка · g3 чёрная пешка · h3 чёрный король · h2 чёрный слон · e1 белый король · h1 белый ферзь | e8 белый слон · g6 белый конь · f5 чёрная пешка · b4 чёрная ладья · g4 чёрная пешка · g3 чёрная пешка · h3 чёрный король · h2 чёрный слон · e1 белый король · h1 белый ферзь | e8 белый слон · g6 белый конь · f5 чёрная пешка · b4 чёрная ладья · g4 чёрная пешка · g3 чёрная пешка · h3 чёрный король · h2 чёрный слон · e1 белый король · h1 белый ферзь | e8 белый слон · g6 белый конь · f5 чёрная пешка · b4 чёрная ладья · g4 чёрная пешка · g3 чёрная пешка · h3 чёрный король · h2 чёрный слон · e1 белый король · h1 белый ферзь | 5 |
| 4 | e8 белый слон · g6 белый конь · f5 чёрная пешка · b4 чёрная ладья · g4 чёрная пешка · g3 чёрная пешка · h3 чёрный король · h2 чёрный слон · e1 белый король · h1 белый ферзь | e8 белый слон · g6 белый конь · f5 чёрная пешка · b4 чёрная ладья · g4 чёрная пешка · g3 чёрная пешка · h3 чёрный король · h2 чёрный слон · e1 белый король · h1 белый ферзь | e8 белый слон · g6 белый конь · f5 чёрная пешка · b4 чёрная ладья · g4 чёрная пешка · g3 чёрная пешка · h3 чёрный король · h2 чёрный слон · e1 белый король · h1 белый ферзь | e8 белый слон · g6 белый конь · f5 чёрная пешка · b4 чёрная ладья · g4 чёрная пешка · g3 чёрная пешка · h3 чёрный король · h2 чёрный слон · e1 белый король · h1 белый ферзь | e8 белый слон · g6 белый конь · f5 чёрная пешка · b4 чёрная ладья · g4 чёрная пешка · g3 чёрная пешка · h3 чёрный король · h2 чёрный слон · e1 белый король · h1 белый ферзь | e8 белый слон · g6 белый конь · f5 чёрная пешка · b4 чёрная ладья · g4 чёрная пешка · g3 чёрная пешка · h3 чёрный король · h2 чёрный слон · e1 белый король · h1 белый ферзь | e8 белый слон · g6 белый конь · f5 чёрная пешка · b4 чёрная ладья · g4 чёрная пешка · g3 чёрная пешка · h3 чёрный король · h2 чёрный слон · e1 белый король · h1 белый ферзь | e8 белый слон · g6 белый конь · f5 чёрная пешка · b4 чёрная ладья · g4 чёрная пешка · g3 чёрная пешка · h3 чёрный король · h2 чёрный слон · e1 белый король · h1 белый ферзь | 4 |
| 3 | e8 белый слон · g6 белый конь · f5 чёрная пешка · b4 чёрная ладья · g4 чёрная пешка · g3 чёрная пешка · h3 чёрный король · h2 чёрный слон · e1 белый король · h1 белый ферзь | e8 белый слон · g6 белый конь · f5 чёрная пешка · b4 чёрная ладья · g4 чёрная пешка · g3 чёрная пешка · h3 чёрный король · h2 чёрный слон · e1 белый король · h1 белый ферзь | e8 белый слон · g6 белый конь · f5 чёрная пешка · b4 чёрная ладья · g4 чёрная пешка · g3 чёрная пешка · h3 чёрный король · h2 чёрный слон · e1 белый король · h1 белый ферзь | e8 белый слон · g6 белый конь · f5 чёрная пешка · b4 чёрная ладья · g4 чёрная пешка · g3 чёрная пешка · h3 чёрный король · h2 чёрный слон · e1 белый король · h1 белый ферзь | e8 белый слон · g6 белый конь · f5 чёрная пешка · b4 чёрная ладья · g4 чёрная пешка · g3 чёрная пешка · h3 чёрный король · h2 чёрный слон · e1 белый король · h1 белый ферзь | e8 белый слон · g6 белый конь · f5 чёрная пешка · b4 чёрная ладья · g4 чёрная пешка · g3 чёрная пешка · h3 чёрный король · h2 чёрный слон · e1 белый король · h1 белый ферзь | e8 белый слон · g6 белый конь · f5 чёрная пешка · b4 чёрная ладья · g4 чёрная пешка · g3 чёрная пешка · h3 чёрный король · h2 чёрный слон · e1 белый король · h1 белый ферзь | e8 белый слон · g6 белый конь · f5 чёрная пешка · b4 чёрная ладья · g4 чёрная пешка · g3 чёрная пешка · h3 чёрный король · h2 чёрный слон · e1 белый король · h1 белый ферзь | 3 |
| 2 | e8 белый слон · g6 белый конь · f5 чёрная пешка · b4 чёрная ладья · g4 чёрная пешка · g3 чёрная пешка · h3 чёрный король · h2 чёрный слон · e1 белый король · h1 белый ферзь | e8 белый слон · g6 белый конь · f5 чёрная пешка · b4 чёрная ладья · g4 чёрная пешка · g3 чёрная пешка · h3 чёрный король · h2 чёрный слон · e1 белый король · h1 белый ферзь | e8 белый слон · g6 белый конь · f5 чёрная пешка · b4 чёрная ладья · g4 чёрная пешка · g3 чёрная пешка · h3 чёрный король · h2 чёрный слон · e1 белый король · h1 белый ферзь | e8 белый слон · g6 белый конь · f5 чёрная пешка · b4 чёрная ладья · g4 чёрная пешка · g3 чёрная пешка · h3 чёрный король · h2 чёрный слон · e1 белый король · h1 белый ферзь | e8 белый слон · g6 белый конь · f5 чёрная пешка · b4 чёрная ладья · g4 чёрная пешка · g3 чёрная пешка · h3 чёрный король · h2 чёрный слон · e1 белый король · h1 белый ферзь | e8 белый слон · g6 белый конь · f5 чёрная пешка · b4 чёрная ладья · g4 чёрная пешка · g3 чёрная пешка · h3 чёрный король · h2 чёрный слон · e1 белый король · h1 белый ферзь | e8 белый слон · g6 белый конь · f5 чёрная пешка · b4 чёрная ладья · g4 чёрная пешка · g3 чёрная пешка · h3 чёрный король · h2 чёрный слон · e1 белый король · h1 белый ферзь | e8 белый слон · g6 белый конь · f5 чёрная пешка · b4 чёрная ладья · g4 чёрная пешка · g3 чёрная пешка · h3 чёрный король · h2 чёрный слон · e1 белый король · h1 белый ферзь | 2 |
| 1 | e8 белый слон · g6 белый конь · f5 чёрная пешка · b4 чёрная ладья · g4 чёрная пешка · g3 чёрная пешка · h3 чёрный король · h2 чёрный слон · e1 белый король · h1 белый ферзь | e8 белый слон · g6 белый конь · f5 чёрная пешка · b4 чёрная ладья · g4 чёрная пешка · g3 чёрная пешка · h3 чёрный король · h2 чёрный слон · e1 белый король · h1 белый ферзь | e8 белый слон · g6 белый конь · f5 чёрная пешка · b4 чёрная ладья · g4 чёрная пешка · g3 чёрная пешка · h3 чёрный король · h2 чёрный слон · e1 белый король · h1 белый ферзь | e8 белый слон · g6 белый конь · f5 чёрная пешка · b4 чёрная ладья · g4 чёрная пешка · g3 чёрная пешка · h3 чёрный король · h2 чёрный слон · e1 белый король · h1 белый ферзь | e8 белый слон · g6 белый конь · f5 чёрная пешка · b4 чёрная ладья · g4 чёрная пешка · g3 чёрная пешка · h3 чёрный король · h2 чёрный слон · e1 белый король · h1 белый ферзь | e8 белый слон · g6 белый конь · f5 чёрная пешка · b4 чёрная ладья · g4 чёрная пешка · g3 чёрная пешка · h3 чёрный король · h2 чёрный слон · e1 белый король · h1 белый ферзь | e8 белый слон · g6 белый конь · f5 чёрная пешка · b4 чёрная ладья · g4 чёрная пешка · g3 чёрная пешка · h3 чёрный король · h2 чёрный слон · e1 белый король · h1 белый ферзь | e8 белый слон · g6 белый конь · f5 чёрная пешка · b4 чёрная ладья · g4 чёрная пешка · g3 чёрная пешка · h3 чёрный король · h2 чёрный слон · e1 белый король · h1 белый ферзь | 1 |
|   | a | b | c | d | e | f | g | h |   |

Главная заслуга Троицкого состоит в том, что он перенёс в этюд свойственную практической партии борьбу во всей её красоте и разнообразии и выразил эту борьбу в художественной, то есть чистой и экономичной форме. Троицкий ещё более укрепил связь этюда с практической игрой. Эта связь заключается в естественности и жизненности начальной позиции (этюд должен быть как бы эпизодом из партии), в обоюдоострой, полной эмоционального содержания борьбе с неожиданными эффектными жертвами, манёврами, интересными, подчёркивающими основную идею ложными следами, в красивом, запоминающемся финале.
Решение этюда 1: 1. Сh6+ Крg8 2. g7 Крf7 3. g8Ф+!! Кр:g8 4. Крe6 Крh8 5. Крf7 e5 6. Сg7×
Решение этюда 2: 1. Сb4+! Крb3! (1… Кр:b4 2. Кd3+ Крc3 3. К:f2 fe 4. Кe4+ Крd3 5. Кf2+ Крe3 6. Кg4+ с вечным шахом) 2. К:f3!! f1Ф+ 3. Сe1 Фg2 (другого выхода у ферзя нет) 4. Сg3 Крc3 5. Крd1 — ферзю из клетки не вырваться.
Решение этюда 3: 1. Сc6! Лb1+ 2. Крe2 Л:h1 3. Сg2+!! Кр:g2 4. Кf4+ Крg1 5. Крe1 g2 6. Кe2×
Наряду с Троицким, большую роль в становлении художественного этюда сыграл также Анри Ринк.

### Советский шахматный этюд
В СССР шахматное творчество пользовалось мощной государственной поддержкой. Ежегодно проводились конкурсы составления и решения этюдов, массовым тиражом выпускались этюдные сборники. Первый конкурс составления этюдов в СССР объявил частный журнал «Шахматы» (выпускавшийся в 1922—1929 годах); в дальнейшем такие конкурсы стали регулярными во многих изданиях, и прежде всего в главном советском шахматном журнале «Шахматы в СССР».
Художественные принципы Троицкого разделяли и обогащали братья Василий и Михаил Платовы и Леонид Куббель. Так называемое «романтическое» направление, начало которому положили Фроим Симхович и Михаил Кляцкин, долгое время развивал Владимир Корольков. Непревзойдённым виртуозом в области пешечного этюда был Николай Григорьев. Идейным манифестом советской школы стала статья «Шахматная поэзия» Абрама Гурвича (вокруг положений которой, впрочем, развернулась оживлённая полемика).
|   | a | b | c | d | e | f | g | h |   |
| - | --- | --- | --- | --- | --- | --- | --- | --- | - |
| 8 | f8 чёрный ферзь · a7 чёрный конь · d7 белая пешка · f7 чёрный король · c6 чёрный слон · d3 белый конь · e2 белый слон · f2 белый король · g1 белый ферзь | f8 чёрный ферзь · a7 чёрный конь · d7 белая пешка · f7 чёрный король · c6 чёрный слон · d3 белый конь · e2 белый слон · f2 белый король · g1 белый ферзь | f8 чёрный ферзь · a7 чёрный конь · d7 белая пешка · f7 чёрный король · c6 чёрный слон · d3 белый конь · e2 белый слон · f2 белый король · g1 белый ферзь | f8 чёрный ферзь · a7 чёрный конь · d7 белая пешка · f7 чёрный король · c6 чёрный слон · d3 белый конь · e2 белый слон · f2 белый король · g1 белый ферзь | f8 чёрный ферзь · a7 чёрный конь · d7 белая пешка · f7 чёрный король · c6 чёрный слон · d3 белый конь · e2 белый слон · f2 белый король · g1 белый ферзь | f8 чёрный ферзь · a7 чёрный конь · d7 белая пешка · f7 чёрный король · c6 чёрный слон · d3 белый конь · e2 белый слон · f2 белый король · g1 белый ферзь | f8 чёрный ферзь · a7 чёрный конь · d7 белая пешка · f7 чёрный король · c6 чёрный слон · d3 белый конь · e2 белый слон · f2 белый король · g1 белый ферзь | f8 чёрный ферзь · a7 чёрный конь · d7 белая пешка · f7 чёрный король · c6 чёрный слон · d3 белый конь · e2 белый слон · f2 белый король · g1 белый ферзь | 8 |
| 7 | f8 чёрный ферзь · a7 чёрный конь · d7 белая пешка · f7 чёрный король · c6 чёрный слон · d3 белый конь · e2 белый слон · f2 белый король · g1 белый ферзь | f8 чёрный ферзь · a7 чёрный конь · d7 белая пешка · f7 чёрный король · c6 чёрный слон · d3 белый конь · e2 белый слон · f2 белый король · g1 белый ферзь | f8 чёрный ферзь · a7 чёрный конь · d7 белая пешка · f7 чёрный король · c6 чёрный слон · d3 белый конь · e2 белый слон · f2 белый король · g1 белый ферзь | f8 чёрный ферзь · a7 чёрный конь · d7 белая пешка · f7 чёрный король · c6 чёрный слон · d3 белый конь · e2 белый слон · f2 белый король · g1 белый ферзь | f8 чёрный ферзь · a7 чёрный конь · d7 белая пешка · f7 чёрный король · c6 чёрный слон · d3 белый конь · e2 белый слон · f2 белый король · g1 белый ферзь | f8 чёрный ферзь · a7 чёрный конь · d7 белая пешка · f7 чёрный король · c6 чёрный слон · d3 белый конь · e2 белый слон · f2 белый король · g1 белый ферзь | f8 чёрный ферзь · a7 чёрный конь · d7 белая пешка · f7 чёрный король · c6 чёрный слон · d3 белый конь · e2 белый слон · f2 белый король · g1 белый ферзь | f8 чёрный ферзь · a7 чёрный конь · d7 белая пешка · f7 чёрный король · c6 чёрный слон · d3 белый конь · e2 белый слон · f2 белый король · g1 белый ферзь | 7 |
| 6 | f8 чёрный ферзь · a7 чёрный конь · d7 белая пешка · f7 чёрный король · c6 чёрный слон · d3 белый конь · e2 белый слон · f2 белый король · g1 белый ферзь | f8 чёрный ферзь · a7 чёрный конь · d7 белая пешка · f7 чёрный король · c6 чёрный слон · d3 белый конь · e2 белый слон · f2 белый король · g1 белый ферзь | f8 чёрный ферзь · a7 чёрный конь · d7 белая пешка · f7 чёрный король · c6 чёрный слон · d3 белый конь · e2 белый слон · f2 белый король · g1 белый ферзь | f8 чёрный ферзь · a7 чёрный конь · d7 белая пешка · f7 чёрный король · c6 чёрный слон · d3 белый конь · e2 белый слон · f2 белый король · g1 белый ферзь | f8 чёрный ферзь · a7 чёрный конь · d7 белая пешка · f7 чёрный король · c6 чёрный слон · d3 белый конь · e2 белый слон · f2 белый король · g1 белый ферзь | f8 чёрный ферзь · a7 чёрный конь · d7 белая пешка · f7 чёрный король · c6 чёрный слон · d3 белый конь · e2 белый слон · f2 белый король · g1 белый ферзь | f8 чёрный ферзь · a7 чёрный конь · d7 белая пешка · f7 чёрный король · c6 чёрный слон · d3 белый конь · e2 белый слон · f2 белый король · g1 белый ферзь | f8 чёрный ферзь · a7 чёрный конь · d7 белая пешка · f7 чёрный король · c6 чёрный слон · d3 белый конь · e2 белый слон · f2 белый король · g1 белый ферзь | 6 |
| 5 | f8 чёрный ферзь · a7 чёрный конь · d7 белая пешка · f7 чёрный король · c6 чёрный слон · d3 белый конь · e2 белый слон · f2 белый король · g1 белый ферзь | f8 чёрный ферзь · a7 чёрный конь · d7 белая пешка · f7 чёрный король · c6 чёрный слон · d3 белый конь · e2 белый слон · f2 белый король · g1 белый ферзь | f8 чёрный ферзь · a7 чёрный конь · d7 белая пешка · f7 чёрный король · c6 чёрный слон · d3 белый конь · e2 белый слон · f2 белый король · g1 белый ферзь | f8 чёрный ферзь · a7 чёрный конь · d7 белая пешка · f7 чёрный король · c6 чёрный слон · d3 белый конь · e2 белый слон · f2 белый король · g1 белый ферзь | f8 чёрный ферзь · a7 чёрный конь · d7 белая пешка · f7 чёрный король · c6 чёрный слон · d3 белый конь · e2 белый слон · f2 белый король · g1 белый ферзь | f8 чёрный ферзь · a7 чёрный конь · d7 белая пешка · f7 чёрный король · c6 чёрный слон · d3 белый конь · e2 белый слон · f2 белый король · g1 белый ферзь | f8 чёрный ферзь · a7 чёрный конь · d7 белая пешка · f7 чёрный король · c6 чёрный слон · d3 белый конь · e2 белый слон · f2 белый король · g1 белый ферзь | f8 чёрный ферзь · a7 чёрный конь · d7 белая пешка · f7 чёрный король · c6 чёрный слон · d3 белый конь · e2 белый слон · f2 белый король · g1 белый ферзь | 5 |
| 4 | f8 чёрный ферзь · a7 чёрный конь · d7 белая пешка · f7 чёрный король · c6 чёрный слон · d3 белый конь · e2 белый слон · f2 белый король · g1 белый ферзь | f8 чёрный ферзь · a7 чёрный конь · d7 белая пешка · f7 чёрный король · c6 чёрный слон · d3 белый конь · e2 белый слон · f2 белый король · g1 белый ферзь | f8 чёрный ферзь · a7 чёрный конь · d7 белая пешка · f7 чёрный король · c6 чёрный слон · d3 белый конь · e2 белый слон · f2 белый король · g1 белый ферзь | f8 чёрный ферзь · a7 чёрный конь · d7 белая пешка · f7 чёрный король · c6 чёрный слон · d3 белый конь · e2 белый слон · f2 белый король · g1 белый ферзь | f8 чёрный ферзь · a7 чёрный конь · d7 белая пешка · f7 чёрный король · c6 чёрный слон · d3 белый конь · e2 белый слон · f2 белый король · g1 белый ферзь | f8 чёрный ферзь · a7 чёрный конь · d7 белая пешка · f7 чёрный король · c6 чёрный слон · d3 белый конь · e2 белый слон · f2 белый король · g1 белый ферзь | f8 чёрный ферзь · a7 чёрный конь · d7 белая пешка · f7 чёрный король · c6 чёрный слон · d3 белый конь · e2 белый слон · f2 белый король · g1 белый ферзь | f8 чёрный ферзь · a7 чёрный конь · d7 белая пешка · f7 чёрный король · c6 чёрный слон · d3 белый конь · e2 белый слон · f2 белый король · g1 белый ферзь | 4 |
| 3 | f8 чёрный ферзь · a7 чёрный конь · d7 белая пешка · f7 чёрный король · c6 чёрный слон · d3 белый конь · e2 белый слон · f2 белый король · g1 белый ферзь | f8 чёрный ферзь · a7 чёрный конь · d7 белая пешка · f7 чёрный король · c6 чёрный слон · d3 белый конь · e2 белый слон · f2 белый король · g1 белый ферзь | f8 чёрный ферзь · a7 чёрный конь · d7 белая пешка · f7 чёрный король · c6 чёрный слон · d3 белый конь · e2 белый слон · f2 белый король · g1 белый ферзь | f8 чёрный ферзь · a7 чёрный конь · d7 белая пешка · f7 чёрный король · c6 чёрный слон · d3 белый конь · e2 белый слон · f2 белый король · g1 белый ферзь | f8 чёрный ферзь · a7 чёрный конь · d7 белая пешка · f7 чёрный король · c6 чёрный слон · d3 белый конь · e2 белый слон · f2 белый король · g1 белый ферзь | f8 чёрный ферзь · a7 чёрный конь · d7 белая пешка · f7 чёрный король · c6 чёрный слон · d3 белый конь · e2 белый слон · f2 белый король · g1 белый ферзь | f8 чёрный ферзь · a7 чёрный конь · d7 белая пешка · f7 чёрный король · c6 чёрный слон · d3 белый конь · e2 белый слон · f2 белый король · g1 белый ферзь | f8 чёрный ферзь · a7 чёрный конь · d7 белая пешка · f7 чёрный король · c6 чёрный слон · d3 белый конь · e2 белый слон · f2 белый король · g1 белый ферзь | 3 |
| 2 | f8 чёрный ферзь · a7 чёрный конь · d7 белая пешка · f7 чёрный король · c6 чёрный слон · d3 белый конь · e2 белый слон · f2 белый король · g1 белый ферзь | f8 чёрный ферзь · a7 чёрный конь · d7 белая пешка · f7 чёрный король · c6 чёрный слон · d3 белый конь · e2 белый слон · f2 белый король · g1 белый ферзь | f8 чёрный ферзь · a7 чёрный конь · d7 белая пешка · f7 чёрный король · c6 чёрный слон · d3 белый конь · e2 белый слон · f2 белый король · g1 белый ферзь | f8 чёрный ферзь · a7 чёрный конь · d7 белая пешка · f7 чёрный король · c6 чёрный слон · d3 белый конь · e2 белый слон · f2 белый король · g1 белый ферзь | f8 чёрный ферзь · a7 чёрный конь · d7 белая пешка · f7 чёрный король · c6 чёрный слон · d3 белый конь · e2 белый слон · f2 белый король · g1 белый ферзь | f8 чёрный ферзь · a7 чёрный конь · d7 белая пешка · f7 чёрный король · c6 чёрный слон · d3 белый конь · e2 белый слон · f2 белый король · g1 белый ферзь | f8 чёрный ферзь · a7 чёрный конь · d7 белая пешка · f7 чёрный король · c6 чёрный слон · d3 белый конь · e2 белый слон · f2 белый король · g1 белый ферзь | f8 чёрный ферзь · a7 чёрный конь · d7 белая пешка · f7 чёрный король · c6 чёрный слон · d3 белый конь · e2 белый слон · f2 белый король · g1 белый ферзь | 2 |
| 1 | f8 чёрный ферзь · a7 чёрный конь · d7 белая пешка · f7 чёрный король · c6 чёрный слон · d3 белый конь · e2 белый слон · f2 белый король · g1 белый ферзь | f8 чёрный ферзь · a7 чёрный конь · d7 белая пешка · f7 чёрный король · c6 чёрный слон · d3 белый конь · e2 белый слон · f2 белый король · g1 белый ферзь | f8 чёрный ферзь · a7 чёрный конь · d7 белая пешка · f7 чёрный король · c6 чёрный слон · d3 белый конь · e2 белый слон · f2 белый король · g1 белый ферзь | f8 чёрный ферзь · a7 чёрный конь · d7 белая пешка · f7 чёрный король · c6 чёрный слон · d3 белый конь · e2 белый слон · f2 белый король · g1 белый ферзь | f8 чёрный ферзь · a7 чёрный конь · d7 белая пешка · f7 чёрный король · c6 чёрный слон · d3 белый конь · e2 белый слон · f2 белый король · g1 белый ферзь | f8 чёрный ферзь · a7 чёрный конь · d7 белая пешка · f7 чёрный король · c6 чёрный слон · d3 белый конь · e2 белый слон · f2 белый король · g1 белый ферзь | f8 чёрный ферзь · a7 чёрный конь · d7 белая пешка · f7 чёрный король · c6 чёрный слон · d3 белый конь · e2 белый слон · f2 белый король · g1 белый ферзь | f8 чёрный ферзь · a7 чёрный конь · d7 белая пешка · f7 чёрный король · c6 чёрный слон · d3 белый конь · e2 белый слон · f2 белый король · g1 белый ферзь | 1 |
|   | a | b | c | d | e | f | g | h |   |

|   | a | b | c | d | e | f | g | h |   |
| - | --- | --- | --- | --- | --- | --- | --- | --- | - |
| 8 | g3 чёрный король · d2 белая ладья · e2 белый король · h2 чёрная пешка · d1 чёрный конь · h1 чёрный слон | g3 чёрный король · d2 белая ладья · e2 белый король · h2 чёрная пешка · d1 чёрный конь · h1 чёрный слон | g3 чёрный король · d2 белая ладья · e2 белый король · h2 чёрная пешка · d1 чёрный конь · h1 чёрный слон | g3 чёрный король · d2 белая ладья · e2 белый король · h2 чёрная пешка · d1 чёрный конь · h1 чёрный слон | g3 чёрный король · d2 белая ладья · e2 белый король · h2 чёрная пешка · d1 чёрный конь · h1 чёрный слон | g3 чёрный король · d2 белая ладья · e2 белый король · h2 чёрная пешка · d1 чёрный конь · h1 чёрный слон | g3 чёрный король · d2 белая ладья · e2 белый король · h2 чёрная пешка · d1 чёрный конь · h1 чёрный слон | g3 чёрный король · d2 белая ладья · e2 белый король · h2 чёрная пешка · d1 чёрный конь · h1 чёрный слон | 8 |
| 7 | g3 чёрный король · d2 белая ладья · e2 белый король · h2 чёрная пешка · d1 чёрный конь · h1 чёрный слон | g3 чёрный король · d2 белая ладья · e2 белый король · h2 чёрная пешка · d1 чёрный конь · h1 чёрный слон | g3 чёрный король · d2 белая ладья · e2 белый король · h2 чёрная пешка · d1 чёрный конь · h1 чёрный слон | g3 чёрный король · d2 белая ладья · e2 белый король · h2 чёрная пешка · d1 чёрный конь · h1 чёрный слон | g3 чёрный король · d2 белая ладья · e2 белый король · h2 чёрная пешка · d1 чёрный конь · h1 чёрный слон | g3 чёрный король · d2 белая ладья · e2 белый король · h2 чёрная пешка · d1 чёрный конь · h1 чёрный слон | g3 чёрный король · d2 белая ладья · e2 белый король · h2 чёрная пешка · d1 чёрный конь · h1 чёрный слон | g3 чёрный король · d2 белая ладья · e2 белый король · h2 чёрная пешка · d1 чёрный конь · h1 чёрный слон | 7 |
| 6 | g3 чёрный король · d2 белая ладья · e2 белый король · h2 чёрная пешка · d1 чёрный конь · h1 чёрный слон | g3 чёрный король · d2 белая ладья · e2 белый король · h2 чёрная пешка · d1 чёрный конь · h1 чёрный слон | g3 чёрный король · d2 белая ладья · e2 белый король · h2 чёрная пешка · d1 чёрный конь · h1 чёрный слон | g3 чёрный король · d2 белая ладья · e2 белый король · h2 чёрная пешка · d1 чёрный конь · h1 чёрный слон | g3 чёрный король · d2 белая ладья · e2 белый король · h2 чёрная пешка · d1 чёрный конь · h1 чёрный слон | g3 чёрный король · d2 белая ладья · e2 белый король · h2 чёрная пешка · d1 чёрный конь · h1 чёрный слон | g3 чёрный король · d2 белая ладья · e2 белый король · h2 чёрная пешка · d1 чёрный конь · h1 чёрный слон | g3 чёрный король · d2 белая ладья · e2 белый король · h2 чёрная пешка · d1 чёрный конь · h1 чёрный слон | 6 |
| 5 | g3 чёрный король · d2 белая ладья · e2 белый король · h2 чёрная пешка · d1 чёрный конь · h1 чёрный слон | g3 чёрный король · d2 белая ладья · e2 белый король · h2 чёрная пешка · d1 чёрный конь · h1 чёрный слон | g3 чёрный король · d2 белая ладья · e2 белый король · h2 чёрная пешка · d1 чёрный конь · h1 чёрный слон | g3 чёрный король · d2 белая ладья · e2 белый король · h2 чёрная пешка · d1 чёрный конь · h1 чёрный слон | g3 чёрный король · d2 белая ладья · e2 белый король · h2 чёрная пешка · d1 чёрный конь · h1 чёрный слон | g3 чёрный король · d2 белая ладья · e2 белый король · h2 чёрная пешка · d1 чёрный конь · h1 чёрный слон | g3 чёрный король · d2 белая ладья · e2 белый король · h2 чёрная пешка · d1 чёрный конь · h1 чёрный слон | g3 чёрный король · d2 белая ладья · e2 белый король · h2 чёрная пешка · d1 чёрный конь · h1 чёрный слон | 5 |
| 4 | g3 чёрный король · d2 белая ладья · e2 белый король · h2 чёрная пешка · d1 чёрный конь · h1 чёрный слон | g3 чёрный король · d2 белая ладья · e2 белый король · h2 чёрная пешка · d1 чёрный конь · h1 чёрный слон | g3 чёрный король · d2 белая ладья · e2 белый король · h2 чёрная пешка · d1 чёрный конь · h1 чёрный слон | g3 чёрный король · d2 белая ладья · e2 белый король · h2 чёрная пешка · d1 чёрный конь · h1 чёрный слон | g3 чёрный король · d2 белая ладья · e2 белый король · h2 чёрная пешка · d1 чёрный конь · h1 чёрный слон | g3 чёрный король · d2 белая ладья · e2 белый король · h2 чёрная пешка · d1 чёрный конь · h1 чёрный слон | g3 чёрный король · d2 белая ладья · e2 белый король · h2 чёрная пешка · d1 чёрный конь · h1 чёрный слон | g3 чёрный король · d2 белая ладья · e2 белый король · h2 чёрная пешка · d1 чёрный конь · h1 чёрный слон | 4 |
| 3 | g3 чёрный король · d2 белая ладья · e2 белый король · h2 чёрная пешка · d1 чёрный конь · h1 чёрный слон | g3 чёрный король · d2 белая ладья · e2 белый король · h2 чёрная пешка · d1 чёрный конь · h1 чёрный слон | g3 чёрный король · d2 белая ладья · e2 белый король · h2 чёрная пешка · d1 чёрный конь · h1 чёрный слон | g3 чёрный король · d2 белая ладья · e2 белый король · h2 чёрная пешка · d1 чёрный конь · h1 чёрный слон | g3 чёрный король · d2 белая ладья · e2 белый король · h2 чёрная пешка · d1 чёрный конь · h1 чёрный слон | g3 чёрный король · d2 белая ладья · e2 белый король · h2 чёрная пешка · d1 чёрный конь · h1 чёрный слон | g3 чёрный король · d2 белая ладья · e2 белый король · h2 чёрная пешка · d1 чёрный конь · h1 чёрный слон | g3 чёрный король · d2 белая ладья · e2 белый король · h2 чёрная пешка · d1 чёрный конь · h1 чёрный слон | 3 |
| 2 | g3 чёрный король · d2 белая ладья · e2 белый король · h2 чёрная пешка · d1 чёрный конь · h1 чёрный слон | g3 чёрный король · d2 белая ладья · e2 белый король · h2 чёрная пешка · d1 чёрный конь · h1 чёрный слон | g3 чёрный король · d2 белая ладья · e2 белый король · h2 чёрная пешка · d1 чёрный конь · h1 чёрный слон | g3 чёрный король · d2 белая ладья · e2 белый король · h2 чёрная пешка · d1 чёрный конь · h1 чёрный слон | g3 чёрный король · d2 белая ладья · e2 белый король · h2 чёрная пешка · d1 чёрный конь · h1 чёрный слон | g3 чёрный король · d2 белая ладья · e2 белый король · h2 чёрная пешка · d1 чёрный конь · h1 чёрный слон | g3 чёрный король · d2 белая ладья · e2 белый король · h2 чёрная пешка · d1 чёрный конь · h1 чёрный слон | g3 чёрный король · d2 белая ладья · e2 белый король · h2 чёрная пешка · d1 чёрный конь · h1 чёрный слон | 2 |
| 1 | g3 чёрный король · d2 белая ладья · e2 белый король · h2 чёрная пешка · d1 чёрный конь · h1 чёрный слон | g3 чёрный король · d2 белая ладья · e2 белый король · h2 чёрная пешка · d1 чёрный конь · h1 чёрный слон | g3 чёрный король · d2 белая ладья · e2 белый король · h2 чёрная пешка · d1 чёрный конь · h1 чёрный слон | g3 чёрный король · d2 белая ладья · e2 белый король · h2 чёрная пешка · d1 чёрный конь · h1 чёрный слон | g3 чёрный король · d2 белая ладья · e2 белый король · h2 чёрная пешка · d1 чёрный конь · h1 чёрный слон | g3 чёрный король · d2 белая ладья · e2 белый король · h2 чёрная пешка · d1 чёрный конь · h1 чёрный слон | g3 чёрный король · d2 белая ладья · e2 белый король · h2 чёрная пешка · d1 чёрный конь · h1 чёрный слон | g3 чёрный король · d2 белая ладья · e2 белый король · h2 чёрная пешка · d1 чёрный конь · h1 чёрный слон | 1 |
|   | a | b | c | d | e | f | g | h |   |

|   | a | b | c | d | e | f | g | h |   |
| - | --- | --- | --- | --- | --- | --- | --- | --- | - |
| 8 | e7 белый слон · e6 белый король · g6 белая пешка · c5 чёрная пешка · h5 чёрный король · f3 чёрный слон · g3 белая пешка | e7 белый слон · e6 белый король · g6 белая пешка · c5 чёрная пешка · h5 чёрный король · f3 чёрный слон · g3 белая пешка | e7 белый слон · e6 белый король · g6 белая пешка · c5 чёрная пешка · h5 чёрный король · f3 чёрный слон · g3 белая пешка | e7 белый слон · e6 белый король · g6 белая пешка · c5 чёрная пешка · h5 чёрный король · f3 чёрный слон · g3 белая пешка | e7 белый слон · e6 белый король · g6 белая пешка · c5 чёрная пешка · h5 чёрный король · f3 чёрный слон · g3 белая пешка | e7 белый слон · e6 белый король · g6 белая пешка · c5 чёрная пешка · h5 чёрный король · f3 чёрный слон · g3 белая пешка | e7 белый слон · e6 белый король · g6 белая пешка · c5 чёрная пешка · h5 чёрный король · f3 чёрный слон · g3 белая пешка | e7 белый слон · e6 белый король · g6 белая пешка · c5 чёрная пешка · h5 чёрный король · f3 чёрный слон · g3 белая пешка | 8 |
| 7 | e7 белый слон · e6 белый король · g6 белая пешка · c5 чёрная пешка · h5 чёрный король · f3 чёрный слон · g3 белая пешка | e7 белый слон · e6 белый король · g6 белая пешка · c5 чёрная пешка · h5 чёрный король · f3 чёрный слон · g3 белая пешка | e7 белый слон · e6 белый король · g6 белая пешка · c5 чёрная пешка · h5 чёрный король · f3 чёрный слон · g3 белая пешка | e7 белый слон · e6 белый король · g6 белая пешка · c5 чёрная пешка · h5 чёрный король · f3 чёрный слон · g3 белая пешка | e7 белый слон · e6 белый король · g6 белая пешка · c5 чёрная пешка · h5 чёрный король · f3 чёрный слон · g3 белая пешка | e7 белый слон · e6 белый король · g6 белая пешка · c5 чёрная пешка · h5 чёрный король · f3 чёрный слон · g3 белая пешка | e7 белый слон · e6 белый король · g6 белая пешка · c5 чёрная пешка · h5 чёрный король · f3 чёрный слон · g3 белая пешка | e7 белый слон · e6 белый король · g6 белая пешка · c5 чёрная пешка · h5 чёрный король · f3 чёрный слон · g3 белая пешка | 7 |
| 6 | e7 белый слон · e6 белый король · g6 белая пешка · c5 чёрная пешка · h5 чёрный король · f3 чёрный слон · g3 белая пешка | e7 белый слон · e6 белый король · g6 белая пешка · c5 чёрная пешка · h5 чёрный король · f3 чёрный слон · g3 белая пешка | e7 белый слон · e6 белый король · g6 белая пешка · c5 чёрная пешка · h5 чёрный король · f3 чёрный слон · g3 белая пешка | e7 белый слон · e6 белый король · g6 белая пешка · c5 чёрная пешка · h5 чёрный король · f3 чёрный слон · g3 белая пешка | e7 белый слон · e6 белый король · g6 белая пешка · c5 чёрная пешка · h5 чёрный король · f3 чёрный слон · g3 белая пешка | e7 белый слон · e6 белый король · g6 белая пешка · c5 чёрная пешка · h5 чёрный король · f3 чёрный слон · g3 белая пешка | e7 белый слон · e6 белый король · g6 белая пешка · c5 чёрная пешка · h5 чёрный король · f3 чёрный слон · g3 белая пешка | e7 белый слон · e6 белый король · g6 белая пешка · c5 чёрная пешка · h5 чёрный король · f3 чёрный слон · g3 белая пешка | 6 |
| 5 | e7 белый слон · e6 белый король · g6 белая пешка · c5 чёрная пешка · h5 чёрный король · f3 чёрный слон · g3 белая пешка | e7 белый слон · e6 белый король · g6 белая пешка · c5 чёрная пешка · h5 чёрный король · f3 чёрный слон · g3 белая пешка | e7 белый слон · e6 белый король · g6 белая пешка · c5 чёрная пешка · h5 чёрный король · f3 чёрный слон · g3 белая пешка | e7 белый слон · e6 белый король · g6 белая пешка · c5 чёрная пешка · h5 чёрный король · f3 чёрный слон · g3 белая пешка | e7 белый слон · e6 белый король · g6 белая пешка · c5 чёрная пешка · h5 чёрный король · f3 чёрный слон · g3 белая пешка | e7 белый слон · e6 белый король · g6 белая пешка · c5 чёрная пешка · h5 чёрный король · f3 чёрный слон · g3 белая пешка | e7 белый слон · e6 белый король · g6 белая пешка · c5 чёрная пешка · h5 чёрный король · f3 чёрный слон · g3 белая пешка | e7 белый слон · e6 белый король · g6 белая пешка · c5 чёрная пешка · h5 чёрный король · f3 чёрный слон · g3 белая пешка | 5 |
| 4 | e7 белый слон · e6 белый король · g6 белая пешка · c5 чёрная пешка · h5 чёрный король · f3 чёрный слон · g3 белая пешка | e7 белый слон · e6 белый король · g6 белая пешка · c5 чёрная пешка · h5 чёрный король · f3 чёрный слон · g3 белая пешка | e7 белый слон · e6 белый король · g6 белая пешка · c5 чёрная пешка · h5 чёрный король · f3 чёрный слон · g3 белая пешка | e7 белый слон · e6 белый король · g6 белая пешка · c5 чёрная пешка · h5 чёрный король · f3 чёрный слон · g3 белая пешка | e7 белый слон · e6 белый король · g6 белая пешка · c5 чёрная пешка · h5 чёрный король · f3 чёрный слон · g3 белая пешка | e7 белый слон · e6 белый король · g6 белая пешка · c5 чёрная пешка · h5 чёрный король · f3 чёрный слон · g3 белая пешка | e7 белый слон · e6 белый король · g6 белая пешка · c5 чёрная пешка · h5 чёрный король · f3 чёрный слон · g3 белая пешка | e7 белый слон · e6 белый король · g6 белая пешка · c5 чёрная пешка · h5 чёрный король · f3 чёрный слон · g3 белая пешка | 4 |
| 3 | e7 белый слон · e6 белый король · g6 белая пешка · c5 чёрная пешка · h5 чёрный король · f3 чёрный слон · g3 белая пешка | e7 белый слон · e6 белый король · g6 белая пешка · c5 чёрная пешка · h5 чёрный король · f3 чёрный слон · g3 белая пешка | e7 белый слон · e6 белый король · g6 белая пешка · c5 чёрная пешка · h5 чёрный король · f3 чёрный слон · g3 белая пешка | e7 белый слон · e6 белый король · g6 белая пешка · c5 чёрная пешка · h5 чёрный король · f3 чёрный слон · g3 белая пешка | e7 белый слон · e6 белый король · g6 белая пешка · c5 чёрная пешка · h5 чёрный король · f3 чёрный слон · g3 белая пешка | e7 белый слон · e6 белый король · g6 белая пешка · c5 чёрная пешка · h5 чёрный король · f3 чёрный слон · g3 белая пешка | e7 белый слон · e6 белый король · g6 белая пешка · c5 чёрная пешка · h5 чёрный король · f3 чёрный слон · g3 белая пешка | e7 белый слон · e6 белый король · g6 белая пешка · c5 чёрная пешка · h5 чёрный король · f3 чёрный слон · g3 белая пешка | 3 |
| 2 | e7 белый слон · e6 белый король · g6 белая пешка · c5 чёрная пешка · h5 чёрный король · f3 чёрный слон · g3 белая пешка | e7 белый слон · e6 белый король · g6 белая пешка · c5 чёрная пешка · h5 чёрный король · f3 чёрный слон · g3 белая пешка | e7 белый слон · e6 белый король · g6 белая пешка · c5 чёрная пешка · h5 чёрный король · f3 чёрный слон · g3 белая пешка | e7 белый слон · e6 белый король · g6 белая пешка · c5 чёрная пешка · h5 чёрный король · f3 чёрный слон · g3 белая пешка | e7 белый слон · e6 белый король · g6 белая пешка · c5 чёрная пешка · h5 чёрный король · f3 чёрный слон · g3 белая пешка | e7 белый слон · e6 белый король · g6 белая пешка · c5 чёрная пешка · h5 чёрный король · f3 чёрный слон · g3 белая пешка | e7 белый слон · e6 белый король · g6 белая пешка · c5 чёрная пешка · h5 чёрный король · f3 чёрный слон · g3 белая пешка | e7 белый слон · e6 белый король · g6 белая пешка · c5 чёрная пешка · h5 чёрный король · f3 чёрный слон · g3 белая пешка | 2 |
| 1 | e7 белый слон · e6 белый король · g6 белая пешка · c5 чёрная пешка · h5 чёрный король · f3 чёрный слон · g3 белая пешка | e7 белый слон · e6 белый король · g6 белая пешка · c5 чёрная пешка · h5 чёрный король · f3 чёрный слон · g3 белая пешка | e7 белый слон · e6 белый король · g6 белая пешка · c5 чёрная пешка · h5 чёрный король · f3 чёрный слон · g3 белая пешка | e7 белый слон · e6 белый король · g6 белая пешка · c5 чёрная пешка · h5 чёрный король · f3 чёрный слон · g3 белая пешка | e7 белый слон · e6 белый король · g6 белая пешка · c5 чёрная пешка · h5 чёрный король · f3 чёрный слон · g3 белая пешка | e7 белый слон · e6 белый король · g6 белая пешка · c5 чёрная пешка · h5 чёрный король · f3 чёрный слон · g3 белая пешка | e7 белый слон · e6 белый король · g6 белая пешка · c5 чёрная пешка · h5 чёрный король · f3 чёрный слон · g3 белая пешка | e7 белый слон · e6 белый король · g6 белая пешка · c5 чёрная пешка · h5 чёрный король · f3 чёрный слон · g3 белая пешка | 1 |
|   | a | b | c | d | e | f | g | h |   |

Решение этюда Селецкого: 1. Фg5!! Крe6+ (1… С:d7 2. Кf4 и 3. Сh5+) 2. Крg1! Кр:d7 3. Кc5+ Крc8 (3… Крd6 4. Фg3+ Крd5 5. Сc4+! Кр:c4 6. Фb3+; не лучше в этом варианте и 4… Крe7 5. Фe5+ Крf7 6. Сc4+ Крg6 7. Сd3+ Крh6 8. Фh2+ с выигрышем ферзя) 4. Сa6+ Крb8 5. Фg3+ Крa8 6. Сb7+! С:b7 7. Кd7!! Фd8 8. Фb8+!! Ф:b8 9. Кb6×
Решение этюда Диментберга: 1. Лd3+ Сf3+! (1… Крg4 2. Л:d1) 2. Л:f3+ Крg2 3. Лf1 Кc3+ 4. Крe1 Кe4! 5. Лh1!! Кр:h1 6.Крf1 с ничьей.
Решение этюда Тявловского: 1. g7 Далее этюд разветвляется на два варианта.

(A) 1… Сd1 2. g4+! Крh6 3. g8К+!! Крg6 4. Кf6 Крg5 5. Кd5! с выигрышем.

(Б) 1… Сe2 2. Крd5 Сd1 3. Крc4 Сg4! 4. g8С!! с выигрышем.
Помимо уже перечисленных имён, советская этюдная школа прославилась такими выдающимися мастерами этюда, как::
- Зиновий Бирнов
- Владимир Брон
- Александр Гербстман
- Тигран Горгиев
- Глеб Заходякин
- Александр Казанцев
- Сергей Каминер
- Генрих Каспарян
- Анатолий Кузнецов
- Марк Либуркин
- Александр Сарычев
- Евгений Сомов-Насимович
- Витольд Якимчик

Сильная школа шахматной композиции образовалась в Грузии: Давид Гургенидзе, Иосиф Крихели, Гиа Надареишвили, Важа Неидзе и др.
Во второй половине XX века появилось новое поколение советских этюдистов: Эрнест Погосянц, Николай Кралин, Александр Максимовских и другие. В начале 1980-х годов появились первые этюды нового лидера российской композиции Олега Первакова.

## Этюдная композиция в XX—XXI веках
В период после А. А. Троицкого его принцип яркой, остроумной, обоюдоострой борьбы как основы этюда утвердился и воплотился в лучших произведениях российских и зарубежных мастеров композиции.
|   | a | b | c | d | e | f | g | h |   |
| - | --- | --- | --- | --- | --- | --- | --- | --- | - |
| 8 | a7 чёрный король · g7 белый слон · h7 чёрная ладья · h6 белая пешка · d4 чёрный конь · g4 белый король · b2 чёрный слон | a7 чёрный король · g7 белый слон · h7 чёрная ладья · h6 белая пешка · d4 чёрный конь · g4 белый король · b2 чёрный слон | a7 чёрный король · g7 белый слон · h7 чёрная ладья · h6 белая пешка · d4 чёрный конь · g4 белый король · b2 чёрный слон | a7 чёрный король · g7 белый слон · h7 чёрная ладья · h6 белая пешка · d4 чёрный конь · g4 белый король · b2 чёрный слон | a7 чёрный король · g7 белый слон · h7 чёрная ладья · h6 белая пешка · d4 чёрный конь · g4 белый король · b2 чёрный слон | a7 чёрный король · g7 белый слон · h7 чёрная ладья · h6 белая пешка · d4 чёрный конь · g4 белый король · b2 чёрный слон | a7 чёрный король · g7 белый слон · h7 чёрная ладья · h6 белая пешка · d4 чёрный конь · g4 белый король · b2 чёрный слон | a7 чёрный король · g7 белый слон · h7 чёрная ладья · h6 белая пешка · d4 чёрный конь · g4 белый король · b2 чёрный слон | 8 |
| 7 | a7 чёрный король · g7 белый слон · h7 чёрная ладья · h6 белая пешка · d4 чёрный конь · g4 белый король · b2 чёрный слон | a7 чёрный король · g7 белый слон · h7 чёрная ладья · h6 белая пешка · d4 чёрный конь · g4 белый король · b2 чёрный слон | a7 чёрный король · g7 белый слон · h7 чёрная ладья · h6 белая пешка · d4 чёрный конь · g4 белый король · b2 чёрный слон | a7 чёрный король · g7 белый слон · h7 чёрная ладья · h6 белая пешка · d4 чёрный конь · g4 белый король · b2 чёрный слон | a7 чёрный король · g7 белый слон · h7 чёрная ладья · h6 белая пешка · d4 чёрный конь · g4 белый король · b2 чёрный слон | a7 чёрный король · g7 белый слон · h7 чёрная ладья · h6 белая пешка · d4 чёрный конь · g4 белый король · b2 чёрный слон | a7 чёрный король · g7 белый слон · h7 чёрная ладья · h6 белая пешка · d4 чёрный конь · g4 белый король · b2 чёрный слон | a7 чёрный король · g7 белый слон · h7 чёрная ладья · h6 белая пешка · d4 чёрный конь · g4 белый король · b2 чёрный слон | 7 |
| 6 | a7 чёрный король · g7 белый слон · h7 чёрная ладья · h6 белая пешка · d4 чёрный конь · g4 белый король · b2 чёрный слон | a7 чёрный король · g7 белый слон · h7 чёрная ладья · h6 белая пешка · d4 чёрный конь · g4 белый король · b2 чёрный слон | a7 чёрный король · g7 белый слон · h7 чёрная ладья · h6 белая пешка · d4 чёрный конь · g4 белый король · b2 чёрный слон | a7 чёрный король · g7 белый слон · h7 чёрная ладья · h6 белая пешка · d4 чёрный конь · g4 белый король · b2 чёрный слон | a7 чёрный король · g7 белый слон · h7 чёрная ладья · h6 белая пешка · d4 чёрный конь · g4 белый король · b2 чёрный слон | a7 чёрный король · g7 белый слон · h7 чёрная ладья · h6 белая пешка · d4 чёрный конь · g4 белый король · b2 чёрный слон | a7 чёрный король · g7 белый слон · h7 чёрная ладья · h6 белая пешка · d4 чёрный конь · g4 белый король · b2 чёрный слон | a7 чёрный король · g7 белый слон · h7 чёрная ладья · h6 белая пешка · d4 чёрный конь · g4 белый король · b2 чёрный слон | 6 |
| 5 | a7 чёрный король · g7 белый слон · h7 чёрная ладья · h6 белая пешка · d4 чёрный конь · g4 белый король · b2 чёрный слон | a7 чёрный король · g7 белый слон · h7 чёрная ладья · h6 белая пешка · d4 чёрный конь · g4 белый король · b2 чёрный слон | a7 чёрный король · g7 белый слон · h7 чёрная ладья · h6 белая пешка · d4 чёрный конь · g4 белый король · b2 чёрный слон | a7 чёрный король · g7 белый слон · h7 чёрная ладья · h6 белая пешка · d4 чёрный конь · g4 белый король · b2 чёрный слон | a7 чёрный король · g7 белый слон · h7 чёрная ладья · h6 белая пешка · d4 чёрный конь · g4 белый король · b2 чёрный слон | a7 чёрный король · g7 белый слон · h7 чёрная ладья · h6 белая пешка · d4 чёрный конь · g4 белый король · b2 чёрный слон | a7 чёрный король · g7 белый слон · h7 чёрная ладья · h6 белая пешка · d4 чёрный конь · g4 белый король · b2 чёрный слон | a7 чёрный король · g7 белый слон · h7 чёрная ладья · h6 белая пешка · d4 чёрный конь · g4 белый король · b2 чёрный слон | 5 |
| 4 | a7 чёрный король · g7 белый слон · h7 чёрная ладья · h6 белая пешка · d4 чёрный конь · g4 белый король · b2 чёрный слон | a7 чёрный король · g7 белый слон · h7 чёрная ладья · h6 белая пешка · d4 чёрный конь · g4 белый король · b2 чёрный слон | a7 чёрный король · g7 белый слон · h7 чёрная ладья · h6 белая пешка · d4 чёрный конь · g4 белый король · b2 чёрный слон | a7 чёрный король · g7 белый слон · h7 чёрная ладья · h6 белая пешка · d4 чёрный конь · g4 белый король · b2 чёрный слон | a7 чёрный король · g7 белый слон · h7 чёрная ладья · h6 белая пешка · d4 чёрный конь · g4 белый король · b2 чёрный слон | a7 чёрный король · g7 белый слон · h7 чёрная ладья · h6 белая пешка · d4 чёрный конь · g4 белый король · b2 чёрный слон | a7 чёрный король · g7 белый слон · h7 чёрная ладья · h6 белая пешка · d4 чёрный конь · g4 белый король · b2 чёрный слон | a7 чёрный король · g7 белый слон · h7 чёрная ладья · h6 белая пешка · d4 чёрный конь · g4 белый король · b2 чёрный слон | 4 |
| 3 | a7 чёрный король · g7 белый слон · h7 чёрная ладья · h6 белая пешка · d4 чёрный конь · g4 белый король · b2 чёрный слон | a7 чёрный король · g7 белый слон · h7 чёрная ладья · h6 белая пешка · d4 чёрный конь · g4 белый король · b2 чёрный слон | a7 чёрный король · g7 белый слон · h7 чёрная ладья · h6 белая пешка · d4 чёрный конь · g4 белый король · b2 чёрный слон | a7 чёрный король · g7 белый слон · h7 чёрная ладья · h6 белая пешка · d4 чёрный конь · g4 белый король · b2 чёрный слон | a7 чёрный король · g7 белый слон · h7 чёрная ладья · h6 белая пешка · d4 чёрный конь · g4 белый король · b2 чёрный слон | a7 чёрный король · g7 белый слон · h7 чёрная ладья · h6 белая пешка · d4 чёрный конь · g4 белый король · b2 чёрный слон | a7 чёрный король · g7 белый слон · h7 чёрная ладья · h6 белая пешка · d4 чёрный конь · g4 белый король · b2 чёрный слон | a7 чёрный король · g7 белый слон · h7 чёрная ладья · h6 белая пешка · d4 чёрный конь · g4 белый король · b2 чёрный слон | 3 |
| 2 | a7 чёрный король · g7 белый слон · h7 чёрная ладья · h6 белая пешка · d4 чёрный конь · g4 белый король · b2 чёрный слон | a7 чёрный король · g7 белый слон · h7 чёрная ладья · h6 белая пешка · d4 чёрный конь · g4 белый король · b2 чёрный слон | a7 чёрный король · g7 белый слон · h7 чёрная ладья · h6 белая пешка · d4 чёрный конь · g4 белый король · b2 чёрный слон | a7 чёрный король · g7 белый слон · h7 чёрная ладья · h6 белая пешка · d4 чёрный конь · g4 белый король · b2 чёрный слон | a7 чёрный король · g7 белый слон · h7 чёрная ладья · h6 белая пешка · d4 чёрный конь · g4 белый король · b2 чёрный слон | a7 чёрный король · g7 белый слон · h7 чёрная ладья · h6 белая пешка · d4 чёрный конь · g4 белый король · b2 чёрный слон | a7 чёрный король · g7 белый слон · h7 чёрная ладья · h6 белая пешка · d4 чёрный конь · g4 белый король · b2 чёрный слон | a7 чёрный король · g7 белый слон · h7 чёрная ладья · h6 белая пешка · d4 чёрный конь · g4 белый король · b2 чёрный слон | 2 |
| 1 | a7 чёрный король · g7 белый слон · h7 чёрная ладья · h6 белая пешка · d4 чёрный конь · g4 белый король · b2 чёрный слон | a7 чёрный король · g7 белый слон · h7 чёрная ладья · h6 белая пешка · d4 чёрный конь · g4 белый король · b2 чёрный слон | a7 чёрный король · g7 белый слон · h7 чёрная ладья · h6 белая пешка · d4 чёрный конь · g4 белый король · b2 чёрный слон | a7 чёрный король · g7 белый слон · h7 чёрная ладья · h6 белая пешка · d4 чёрный конь · g4 белый король · b2 чёрный слон | a7 чёрный король · g7 белый слон · h7 чёрная ладья · h6 белая пешка · d4 чёрный конь · g4 белый король · b2 чёрный слон | a7 чёрный король · g7 белый слон · h7 чёрная ладья · h6 белая пешка · d4 чёрный конь · g4 белый король · b2 чёрный слон | a7 чёрный король · g7 белый слон · h7 чёрная ладья · h6 белая пешка · d4 чёрный конь · g4 белый король · b2 чёрный слон | a7 чёрный король · g7 белый слон · h7 чёрная ладья · h6 белая пешка · d4 чёрный конь · g4 белый король · b2 чёрный слон | 1 |
|   | a | b | c | d | e | f | g | h |   |

|   | a | b | c | d | e | f | g | h |   |
| - | --- | --- | --- | --- | --- | --- | --- | --- | - |
| 8 | c8 белый слон · a7 чёрная пешка · b7 белая ладья · c6 чёрная пешка · d6 белая пешка · f6 чёрный король · g4 белый король · h4 чёрный слон · e3 чёрная пешка · g3 белая пешка · f2 чёрная пешка | c8 белый слон · a7 чёрная пешка · b7 белая ладья · c6 чёрная пешка · d6 белая пешка · f6 чёрный король · g4 белый король · h4 чёрный слон · e3 чёрная пешка · g3 белая пешка · f2 чёрная пешка | c8 белый слон · a7 чёрная пешка · b7 белая ладья · c6 чёрная пешка · d6 белая пешка · f6 чёрный король · g4 белый король · h4 чёрный слон · e3 чёрная пешка · g3 белая пешка · f2 чёрная пешка | c8 белый слон · a7 чёрная пешка · b7 белая ладья · c6 чёрная пешка · d6 белая пешка · f6 чёрный король · g4 белый король · h4 чёрный слон · e3 чёрная пешка · g3 белая пешка · f2 чёрная пешка | c8 белый слон · a7 чёрная пешка · b7 белая ладья · c6 чёрная пешка · d6 белая пешка · f6 чёрный король · g4 белый король · h4 чёрный слон · e3 чёрная пешка · g3 белая пешка · f2 чёрная пешка | c8 белый слон · a7 чёрная пешка · b7 белая ладья · c6 чёрная пешка · d6 белая пешка · f6 чёрный король · g4 белый король · h4 чёрный слон · e3 чёрная пешка · g3 белая пешка · f2 чёрная пешка | c8 белый слон · a7 чёрная пешка · b7 белая ладья · c6 чёрная пешка · d6 белая пешка · f6 чёрный король · g4 белый король · h4 чёрный слон · e3 чёрная пешка · g3 белая пешка · f2 чёрная пешка | c8 белый слон · a7 чёрная пешка · b7 белая ладья · c6 чёрная пешка · d6 белая пешка · f6 чёрный король · g4 белый король · h4 чёрный слон · e3 чёрная пешка · g3 белая пешка · f2 чёрная пешка | 8 |
| 7 | c8 белый слон · a7 чёрная пешка · b7 белая ладья · c6 чёрная пешка · d6 белая пешка · f6 чёрный король · g4 белый король · h4 чёрный слон · e3 чёрная пешка · g3 белая пешка · f2 чёрная пешка | c8 белый слон · a7 чёрная пешка · b7 белая ладья · c6 чёрная пешка · d6 белая пешка · f6 чёрный король · g4 белый король · h4 чёрный слон · e3 чёрная пешка · g3 белая пешка · f2 чёрная пешка | c8 белый слон · a7 чёрная пешка · b7 белая ладья · c6 чёрная пешка · d6 белая пешка · f6 чёрный король · g4 белый король · h4 чёрный слон · e3 чёрная пешка · g3 белая пешка · f2 чёрная пешка | c8 белый слон · a7 чёрная пешка · b7 белая ладья · c6 чёрная пешка · d6 белая пешка · f6 чёрный король · g4 белый король · h4 чёрный слон · e3 чёрная пешка · g3 белая пешка · f2 чёрная пешка | c8 белый слон · a7 чёрная пешка · b7 белая ладья · c6 чёрная пешка · d6 белая пешка · f6 чёрный король · g4 белый король · h4 чёрный слон · e3 чёрная пешка · g3 белая пешка · f2 чёрная пешка | c8 белый слон · a7 чёрная пешка · b7 белая ладья · c6 чёрная пешка · d6 белая пешка · f6 чёрный король · g4 белый король · h4 чёрный слон · e3 чёрная пешка · g3 белая пешка · f2 чёрная пешка | c8 белый слон · a7 чёрная пешка · b7 белая ладья · c6 чёрная пешка · d6 белая пешка · f6 чёрный король · g4 белый король · h4 чёрный слон · e3 чёрная пешка · g3 белая пешка · f2 чёрная пешка | c8 белый слон · a7 чёрная пешка · b7 белая ладья · c6 чёрная пешка · d6 белая пешка · f6 чёрный король · g4 белый король · h4 чёрный слон · e3 чёрная пешка · g3 белая пешка · f2 чёрная пешка | 7 |
| 6 | c8 белый слон · a7 чёрная пешка · b7 белая ладья · c6 чёрная пешка · d6 белая пешка · f6 чёрный король · g4 белый король · h4 чёрный слон · e3 чёрная пешка · g3 белая пешка · f2 чёрная пешка | c8 белый слон · a7 чёрная пешка · b7 белая ладья · c6 чёрная пешка · d6 белая пешка · f6 чёрный король · g4 белый король · h4 чёрный слон · e3 чёрная пешка · g3 белая пешка · f2 чёрная пешка | c8 белый слон · a7 чёрная пешка · b7 белая ладья · c6 чёрная пешка · d6 белая пешка · f6 чёрный король · g4 белый король · h4 чёрный слон · e3 чёрная пешка · g3 белая пешка · f2 чёрная пешка | c8 белый слон · a7 чёрная пешка · b7 белая ладья · c6 чёрная пешка · d6 белая пешка · f6 чёрный король · g4 белый король · h4 чёрный слон · e3 чёрная пешка · g3 белая пешка · f2 чёрная пешка | c8 белый слон · a7 чёрная пешка · b7 белая ладья · c6 чёрная пешка · d6 белая пешка · f6 чёрный король · g4 белый король · h4 чёрный слон · e3 чёрная пешка · g3 белая пешка · f2 чёрная пешка | c8 белый слон · a7 чёрная пешка · b7 белая ладья · c6 чёрная пешка · d6 белая пешка · f6 чёрный король · g4 белый король · h4 чёрный слон · e3 чёрная пешка · g3 белая пешка · f2 чёрная пешка | c8 белый слон · a7 чёрная пешка · b7 белая ладья · c6 чёрная пешка · d6 белая пешка · f6 чёрный король · g4 белый король · h4 чёрный слон · e3 чёрная пешка · g3 белая пешка · f2 чёрная пешка | c8 белый слон · a7 чёрная пешка · b7 белая ладья · c6 чёрная пешка · d6 белая пешка · f6 чёрный король · g4 белый король · h4 чёрный слон · e3 чёрная пешка · g3 белая пешка · f2 чёрная пешка | 6 |
| 5 | c8 белый слон · a7 чёрная пешка · b7 белая ладья · c6 чёрная пешка · d6 белая пешка · f6 чёрный король · g4 белый король · h4 чёрный слон · e3 чёрная пешка · g3 белая пешка · f2 чёрная пешка | c8 белый слон · a7 чёрная пешка · b7 белая ладья · c6 чёрная пешка · d6 белая пешка · f6 чёрный король · g4 белый король · h4 чёрный слон · e3 чёрная пешка · g3 белая пешка · f2 чёрная пешка | c8 белый слон · a7 чёрная пешка · b7 белая ладья · c6 чёрная пешка · d6 белая пешка · f6 чёрный король · g4 белый король · h4 чёрный слон · e3 чёрная пешка · g3 белая пешка · f2 чёрная пешка | c8 белый слон · a7 чёрная пешка · b7 белая ладья · c6 чёрная пешка · d6 белая пешка · f6 чёрный король · g4 белый король · h4 чёрный слон · e3 чёрная пешка · g3 белая пешка · f2 чёрная пешка | c8 белый слон · a7 чёрная пешка · b7 белая ладья · c6 чёрная пешка · d6 белая пешка · f6 чёрный король · g4 белый король · h4 чёрный слон · e3 чёрная пешка · g3 белая пешка · f2 чёрная пешка | c8 белый слон · a7 чёрная пешка · b7 белая ладья · c6 чёрная пешка · d6 белая пешка · f6 чёрный король · g4 белый король · h4 чёрный слон · e3 чёрная пешка · g3 белая пешка · f2 чёрная пешка | c8 белый слон · a7 чёрная пешка · b7 белая ладья · c6 чёрная пешка · d6 белая пешка · f6 чёрный король · g4 белый король · h4 чёрный слон · e3 чёрная пешка · g3 белая пешка · f2 чёрная пешка | c8 белый слон · a7 чёрная пешка · b7 белая ладья · c6 чёрная пешка · d6 белая пешка · f6 чёрный король · g4 белый король · h4 чёрный слон · e3 чёрная пешка · g3 белая пешка · f2 чёрная пешка | 5 |
| 4 | c8 белый слон · a7 чёрная пешка · b7 белая ладья · c6 чёрная пешка · d6 белая пешка · f6 чёрный король · g4 белый король · h4 чёрный слон · e3 чёрная пешка · g3 белая пешка · f2 чёрная пешка | c8 белый слон · a7 чёрная пешка · b7 белая ладья · c6 чёрная пешка · d6 белая пешка · f6 чёрный король · g4 белый король · h4 чёрный слон · e3 чёрная пешка · g3 белая пешка · f2 чёрная пешка | c8 белый слон · a7 чёрная пешка · b7 белая ладья · c6 чёрная пешка · d6 белая пешка · f6 чёрный король · g4 белый король · h4 чёрный слон · e3 чёрная пешка · g3 белая пешка · f2 чёрная пешка | c8 белый слон · a7 чёрная пешка · b7 белая ладья · c6 чёрная пешка · d6 белая пешка · f6 чёрный король · g4 белый король · h4 чёрный слон · e3 чёрная пешка · g3 белая пешка · f2 чёрная пешка | c8 белый слон · a7 чёрная пешка · b7 белая ладья · c6 чёрная пешка · d6 белая пешка · f6 чёрный король · g4 белый король · h4 чёрный слон · e3 чёрная пешка · g3 белая пешка · f2 чёрная пешка | c8 белый слон · a7 чёрная пешка · b7 белая ладья · c6 чёрная пешка · d6 белая пешка · f6 чёрный король · g4 белый король · h4 чёрный слон · e3 чёрная пешка · g3 белая пешка · f2 чёрная пешка | c8 белый слон · a7 чёрная пешка · b7 белая ладья · c6 чёрная пешка · d6 белая пешка · f6 чёрный король · g4 белый король · h4 чёрный слон · e3 чёрная пешка · g3 белая пешка · f2 чёрная пешка | c8 белый слон · a7 чёрная пешка · b7 белая ладья · c6 чёрная пешка · d6 белая пешка · f6 чёрный король · g4 белый король · h4 чёрный слон · e3 чёрная пешка · g3 белая пешка · f2 чёрная пешка | 4 |
| 3 | c8 белый слон · a7 чёрная пешка · b7 белая ладья · c6 чёрная пешка · d6 белая пешка · f6 чёрный король · g4 белый король · h4 чёрный слон · e3 чёрная пешка · g3 белая пешка · f2 чёрная пешка | c8 белый слон · a7 чёрная пешка · b7 белая ладья · c6 чёрная пешка · d6 белая пешка · f6 чёрный король · g4 белый король · h4 чёрный слон · e3 чёрная пешка · g3 белая пешка · f2 чёрная пешка | c8 белый слон · a7 чёрная пешка · b7 белая ладья · c6 чёрная пешка · d6 белая пешка · f6 чёрный король · g4 белый король · h4 чёрный слон · e3 чёрная пешка · g3 белая пешка · f2 чёрная пешка | c8 белый слон · a7 чёрная пешка · b7 белая ладья · c6 чёрная пешка · d6 белая пешка · f6 чёрный король · g4 белый король · h4 чёрный слон · e3 чёрная пешка · g3 белая пешка · f2 чёрная пешка | c8 белый слон · a7 чёрная пешка · b7 белая ладья · c6 чёрная пешка · d6 белая пешка · f6 чёрный король · g4 белый король · h4 чёрный слон · e3 чёрная пешка · g3 белая пешка · f2 чёрная пешка | c8 белый слон · a7 чёрная пешка · b7 белая ладья · c6 чёрная пешка · d6 белая пешка · f6 чёрный король · g4 белый король · h4 чёрный слон · e3 чёрная пешка · g3 белая пешка · f2 чёрная пешка | c8 белый слон · a7 чёрная пешка · b7 белая ладья · c6 чёрная пешка · d6 белая пешка · f6 чёрный король · g4 белый король · h4 чёрный слон · e3 чёрная пешка · g3 белая пешка · f2 чёрная пешка | c8 белый слон · a7 чёрная пешка · b7 белая ладья · c6 чёрная пешка · d6 белая пешка · f6 чёрный король · g4 белый король · h4 чёрный слон · e3 чёрная пешка · g3 белая пешка · f2 чёрная пешка | 3 |
| 2 | c8 белый слон · a7 чёрная пешка · b7 белая ладья · c6 чёрная пешка · d6 белая пешка · f6 чёрный король · g4 белый король · h4 чёрный слон · e3 чёрная пешка · g3 белая пешка · f2 чёрная пешка | c8 белый слон · a7 чёрная пешка · b7 белая ладья · c6 чёрная пешка · d6 белая пешка · f6 чёрный король · g4 белый король · h4 чёрный слон · e3 чёрная пешка · g3 белая пешка · f2 чёрная пешка | c8 белый слон · a7 чёрная пешка · b7 белая ладья · c6 чёрная пешка · d6 белая пешка · f6 чёрный король · g4 белый король · h4 чёрный слон · e3 чёрная пешка · g3 белая пешка · f2 чёрная пешка | c8 белый слон · a7 чёрная пешка · b7 белая ладья · c6 чёрная пешка · d6 белая пешка · f6 чёрный король · g4 белый король · h4 чёрный слон · e3 чёрная пешка · g3 белая пешка · f2 чёрная пешка | c8 белый слон · a7 чёрная пешка · b7 белая ладья · c6 чёрная пешка · d6 белая пешка · f6 чёрный король · g4 белый король · h4 чёрный слон · e3 чёрная пешка · g3 белая пешка · f2 чёрная пешка | c8 белый слон · a7 чёрная пешка · b7 белая ладья · c6 чёрная пешка · d6 белая пешка · f6 чёрный король · g4 белый король · h4 чёрный слон · e3 чёрная пешка · g3 белая пешка · f2 чёрная пешка | c8 белый слон · a7 чёрная пешка · b7 белая ладья · c6 чёрная пешка · d6 белая пешка · f6 чёрный король · g4 белый король · h4 чёрный слон · e3 чёрная пешка · g3 белая пешка · f2 чёрная пешка | c8 белый слон · a7 чёрная пешка · b7 белая ладья · c6 чёрная пешка · d6 белая пешка · f6 чёрный король · g4 белый король · h4 чёрный слон · e3 чёрная пешка · g3 белая пешка · f2 чёрная пешка | 2 |
| 1 | c8 белый слон · a7 чёрная пешка · b7 белая ладья · c6 чёрная пешка · d6 белая пешка · f6 чёрный король · g4 белый король · h4 чёрный слон · e3 чёрная пешка · g3 белая пешка · f2 чёрная пешка | c8 белый слон · a7 чёрная пешка · b7 белая ладья · c6 чёрная пешка · d6 белая пешка · f6 чёрный король · g4 белый король · h4 чёрный слон · e3 чёрная пешка · g3 белая пешка · f2 чёрная пешка | c8 белый слон · a7 чёрная пешка · b7 белая ладья · c6 чёрная пешка · d6 белая пешка · f6 чёрный король · g4 белый король · h4 чёрный слон · e3 чёрная пешка · g3 белая пешка · f2 чёрная пешка | c8 белый слон · a7 чёрная пешка · b7 белая ладья · c6 чёрная пешка · d6 белая пешка · f6 чёрный король · g4 белый король · h4 чёрный слон · e3 чёрная пешка · g3 белая пешка · f2 чёрная пешка | c8 белый слон · a7 чёрная пешка · b7 белая ладья · c6 чёрная пешка · d6 белая пешка · f6 чёрный король · g4 белый король · h4 чёрный слон · e3 чёрная пешка · g3 белая пешка · f2 чёрная пешка | c8 белый слон · a7 чёрная пешка · b7 белая ладья · c6 чёрная пешка · d6 белая пешка · f6 чёрный король · g4 белый король · h4 чёрный слон · e3 чёрная пешка · g3 белая пешка · f2 чёрная пешка | c8 белый слон · a7 чёрная пешка · b7 белая ладья · c6 чёрная пешка · d6 белая пешка · f6 чёрный король · g4 белый король · h4 чёрный слон · e3 чёрная пешка · g3 белая пешка · f2 чёрная пешка | c8 белый слон · a7 чёрная пешка · b7 белая ладья · c6 чёрная пешка · d6 белая пешка · f6 чёрный король · g4 белый король · h4 чёрный слон · e3 чёрная пешка · g3 белая пешка · f2 чёрная пешка | 1 |
|   | a | b | c | d | e | f | g | h |   |

|   | a | b | c | d | e | f | g | h |   |
| - | --- | --- | --- | --- | --- | --- | --- | --- | - |
| 8 | c8 белая ладья · a7 чёрный король · d7 белый слон · e7 чёрный конь · b6 чёрная пешка · c6 белая пешка · a4 чёрный слон · c3 белый король | c8 белая ладья · a7 чёрный король · d7 белый слон · e7 чёрный конь · b6 чёрная пешка · c6 белая пешка · a4 чёрный слон · c3 белый король | c8 белая ладья · a7 чёрный король · d7 белый слон · e7 чёрный конь · b6 чёрная пешка · c6 белая пешка · a4 чёрный слон · c3 белый король | c8 белая ладья · a7 чёрный король · d7 белый слон · e7 чёрный конь · b6 чёрная пешка · c6 белая пешка · a4 чёрный слон · c3 белый король | c8 белая ладья · a7 чёрный король · d7 белый слон · e7 чёрный конь · b6 чёрная пешка · c6 белая пешка · a4 чёрный слон · c3 белый король | c8 белая ладья · a7 чёрный король · d7 белый слон · e7 чёрный конь · b6 чёрная пешка · c6 белая пешка · a4 чёрный слон · c3 белый король | c8 белая ладья · a7 чёрный король · d7 белый слон · e7 чёрный конь · b6 чёрная пешка · c6 белая пешка · a4 чёрный слон · c3 белый король | c8 белая ладья · a7 чёрный король · d7 белый слон · e7 чёрный конь · b6 чёрная пешка · c6 белая пешка · a4 чёрный слон · c3 белый король | 8 |
| 7 | c8 белая ладья · a7 чёрный король · d7 белый слон · e7 чёрный конь · b6 чёрная пешка · c6 белая пешка · a4 чёрный слон · c3 белый король | c8 белая ладья · a7 чёрный король · d7 белый слон · e7 чёрный конь · b6 чёрная пешка · c6 белая пешка · a4 чёрный слон · c3 белый король | c8 белая ладья · a7 чёрный король · d7 белый слон · e7 чёрный конь · b6 чёрная пешка · c6 белая пешка · a4 чёрный слон · c3 белый король | c8 белая ладья · a7 чёрный король · d7 белый слон · e7 чёрный конь · b6 чёрная пешка · c6 белая пешка · a4 чёрный слон · c3 белый король | c8 белая ладья · a7 чёрный король · d7 белый слон · e7 чёрный конь · b6 чёрная пешка · c6 белая пешка · a4 чёрный слон · c3 белый король | c8 белая ладья · a7 чёрный король · d7 белый слон · e7 чёрный конь · b6 чёрная пешка · c6 белая пешка · a4 чёрный слон · c3 белый король | c8 белая ладья · a7 чёрный король · d7 белый слон · e7 чёрный конь · b6 чёрная пешка · c6 белая пешка · a4 чёрный слон · c3 белый король | c8 белая ладья · a7 чёрный король · d7 белый слон · e7 чёрный конь · b6 чёрная пешка · c6 белая пешка · a4 чёрный слон · c3 белый король | 7 |
| 6 | c8 белая ладья · a7 чёрный король · d7 белый слон · e7 чёрный конь · b6 чёрная пешка · c6 белая пешка · a4 чёрный слон · c3 белый король | c8 белая ладья · a7 чёрный король · d7 белый слон · e7 чёрный конь · b6 чёрная пешка · c6 белая пешка · a4 чёрный слон · c3 белый король | c8 белая ладья · a7 чёрный король · d7 белый слон · e7 чёрный конь · b6 чёрная пешка · c6 белая пешка · a4 чёрный слон · c3 белый король | c8 белая ладья · a7 чёрный король · d7 белый слон · e7 чёрный конь · b6 чёрная пешка · c6 белая пешка · a4 чёрный слон · c3 белый король | c8 белая ладья · a7 чёрный король · d7 белый слон · e7 чёрный конь · b6 чёрная пешка · c6 белая пешка · a4 чёрный слон · c3 белый король | c8 белая ладья · a7 чёрный король · d7 белый слон · e7 чёрный конь · b6 чёрная пешка · c6 белая пешка · a4 чёрный слон · c3 белый король | c8 белая ладья · a7 чёрный король · d7 белый слон · e7 чёрный конь · b6 чёрная пешка · c6 белая пешка · a4 чёрный слон · c3 белый король | c8 белая ладья · a7 чёрный король · d7 белый слон · e7 чёрный конь · b6 чёрная пешка · c6 белая пешка · a4 чёрный слон · c3 белый король | 6 |
| 5 | c8 белая ладья · a7 чёрный король · d7 белый слон · e7 чёрный конь · b6 чёрная пешка · c6 белая пешка · a4 чёрный слон · c3 белый король | c8 белая ладья · a7 чёрный король · d7 белый слон · e7 чёрный конь · b6 чёрная пешка · c6 белая пешка · a4 чёрный слон · c3 белый король | c8 белая ладья · a7 чёрный король · d7 белый слон · e7 чёрный конь · b6 чёрная пешка · c6 белая пешка · a4 чёрный слон · c3 белый король | c8 белая ладья · a7 чёрный король · d7 белый слон · e7 чёрный конь · b6 чёрная пешка · c6 белая пешка · a4 чёрный слон · c3 белый король | c8 белая ладья · a7 чёрный король · d7 белый слон · e7 чёрный конь · b6 чёрная пешка · c6 белая пешка · a4 чёрный слон · c3 белый король | c8 белая ладья · a7 чёрный король · d7 белый слон · e7 чёрный конь · b6 чёрная пешка · c6 белая пешка · a4 чёрный слон · c3 белый король | c8 белая ладья · a7 чёрный король · d7 белый слон · e7 чёрный конь · b6 чёрная пешка · c6 белая пешка · a4 чёрный слон · c3 белый король | c8 белая ладья · a7 чёрный король · d7 белый слон · e7 чёрный конь · b6 чёрная пешка · c6 белая пешка · a4 чёрный слон · c3 белый король | 5 |
| 4 | c8 белая ладья · a7 чёрный король · d7 белый слон · e7 чёрный конь · b6 чёрная пешка · c6 белая пешка · a4 чёрный слон · c3 белый король | c8 белая ладья · a7 чёрный король · d7 белый слон · e7 чёрный конь · b6 чёрная пешка · c6 белая пешка · a4 чёрный слон · c3 белый король | c8 белая ладья · a7 чёрный король · d7 белый слон · e7 чёрный конь · b6 чёрная пешка · c6 белая пешка · a4 чёрный слон · c3 белый король | c8 белая ладья · a7 чёрный король · d7 белый слон · e7 чёрный конь · b6 чёрная пешка · c6 белая пешка · a4 чёрный слон · c3 белый король | c8 белая ладья · a7 чёрный король · d7 белый слон · e7 чёрный конь · b6 чёрная пешка · c6 белая пешка · a4 чёрный слон · c3 белый король | c8 белая ладья · a7 чёрный король · d7 белый слон · e7 чёрный конь · b6 чёрная пешка · c6 белая пешка · a4 чёрный слон · c3 белый король | c8 белая ладья · a7 чёрный король · d7 белый слон · e7 чёрный конь · b6 чёрная пешка · c6 белая пешка · a4 чёрный слон · c3 белый король | c8 белая ладья · a7 чёрный король · d7 белый слон · e7 чёрный конь · b6 чёрная пешка · c6 белая пешка · a4 чёрный слон · c3 белый король | 4 |
| 3 | c8 белая ладья · a7 чёрный король · d7 белый слон · e7 чёрный конь · b6 чёрная пешка · c6 белая пешка · a4 чёрный слон · c3 белый король | c8 белая ладья · a7 чёрный король · d7 белый слон · e7 чёрный конь · b6 чёрная пешка · c6 белая пешка · a4 чёрный слон · c3 белый король | c8 белая ладья · a7 чёрный король · d7 белый слон · e7 чёрный конь · b6 чёрная пешка · c6 белая пешка · a4 чёрный слон · c3 белый король | c8 белая ладья · a7 чёрный король · d7 белый слон · e7 чёрный конь · b6 чёрная пешка · c6 белая пешка · a4 чёрный слон · c3 белый король | c8 белая ладья · a7 чёрный король · d7 белый слон · e7 чёрный конь · b6 чёрная пешка · c6 белая пешка · a4 чёрный слон · c3 белый король | c8 белая ладья · a7 чёрный король · d7 белый слон · e7 чёрный конь · b6 чёрная пешка · c6 белая пешка · a4 чёрный слон · c3 белый король | c8 белая ладья · a7 чёрный король · d7 белый слон · e7 чёрный конь · b6 чёрная пешка · c6 белая пешка · a4 чёрный слон · c3 белый король | c8 белая ладья · a7 чёрный король · d7 белый слон · e7 чёрный конь · b6 чёрная пешка · c6 белая пешка · a4 чёрный слон · c3 белый король | 3 |
| 2 | c8 белая ладья · a7 чёрный король · d7 белый слон · e7 чёрный конь · b6 чёрная пешка · c6 белая пешка · a4 чёрный слон · c3 белый король | c8 белая ладья · a7 чёрный король · d7 белый слон · e7 чёрный конь · b6 чёрная пешка · c6 белая пешка · a4 чёрный слон · c3 белый король | c8 белая ладья · a7 чёрный король · d7 белый слон · e7 чёрный конь · b6 чёрная пешка · c6 белая пешка · a4 чёрный слон · c3 белый король | c8 белая ладья · a7 чёрный король · d7 белый слон · e7 чёрный конь · b6 чёрная пешка · c6 белая пешка · a4 чёрный слон · c3 белый король | c8 белая ладья · a7 чёрный король · d7 белый слон · e7 чёрный конь · b6 чёрная пешка · c6 белая пешка · a4 чёрный слон · c3 белый король | c8 белая ладья · a7 чёрный король · d7 белый слон · e7 чёрный конь · b6 чёрная пешка · c6 белая пешка · a4 чёрный слон · c3 белый король | c8 белая ладья · a7 чёрный король · d7 белый слон · e7 чёрный конь · b6 чёрная пешка · c6 белая пешка · a4 чёрный слон · c3 белый король | c8 белая ладья · a7 чёрный король · d7 белый слон · e7 чёрный конь · b6 чёрная пешка · c6 белая пешка · a4 чёрный слон · c3 белый король | 2 |
| 1 | c8 белая ладья · a7 чёрный король · d7 белый слон · e7 чёрный конь · b6 чёрная пешка · c6 белая пешка · a4 чёрный слон · c3 белый король | c8 белая ладья · a7 чёрный король · d7 белый слон · e7 чёрный конь · b6 чёрная пешка · c6 белая пешка · a4 чёрный слон · c3 белый король | c8 белая ладья · a7 чёрный король · d7 белый слон · e7 чёрный конь · b6 чёрная пешка · c6 белая пешка · a4 чёрный слон · c3 белый король | c8 белая ладья · a7 чёрный король · d7 белый слон · e7 чёрный конь · b6 чёрная пешка · c6 белая пешка · a4 чёрный слон · c3 белый король | c8 белая ладья · a7 чёрный король · d7 белый слон · e7 чёрный конь · b6 чёрная пешка · c6 белая пешка · a4 чёрный слон · c3 белый король | c8 белая ладья · a7 чёрный король · d7 белый слон · e7 чёрный конь · b6 чёрная пешка · c6 белая пешка · a4 чёрный слон · c3 белый король | c8 белая ладья · a7 чёрный король · d7 белый слон · e7 чёрный конь · b6 чёрная пешка · c6 белая пешка · a4 чёрный слон · c3 белый король | c8 белая ладья · a7 чёрный король · d7 белый слон · e7 чёрный конь · b6 чёрная пешка · c6 белая пешка · a4 чёрный слон · c3 белый король | 1 |
|   | a | b | c | d | e | f | g | h |   |

Решение этюда Вильнёв-Эсклапона:

1. Крh5! (проигрывает 1. Крg5? Кe6+ и 2… Л:g7) Кf5 2. С:b2 Л:h6+ 3. Крg5! Лh2! 4. Сe5! Лf2 5. Сf4 Кd4! 6. Сe3 Лf5+ 7. Крg4 Лd5 8. Крf4! Крb6 9. Крe4 Крc5 10. Крd3!, и чёрные, имея лишнюю ладью, не могут усилить свою позицию.
Решение этюда Королькова:

1. d7 Крe7 2. Лb8! (рассчитывая на 2… f1Ф 3. d8Ф+! Кр:d8 4. Сa6+ Крc7 5. С:f1 с быстрым выигрышем) С:g3!! 3. Лa8!! f1Ф 4. d8Ф+ Кр:d8 5. Сa6+ Сb8!! 6. С:f1 Крc7 7. Сa6! e2 8. С:e2 Крb7 9. Сf3! Кр:a8 10. С:c6×
Решение этюда Либуркина:

1. Лc7+ Крb8 2. Лb7+ Крa8 3. Сe8 К:c6 4. Л:b6 Кb4!! (4… Крa7 5. Лb1 и 6. Лa1)  5. Сf7! Сe8! 6. Кр:b4 С:f7 7. Лh6! Сd5 8. Крc5 и 9. Крb6 с выигрышем.
Значительно повысилась техника мастеров этюда, и это позволило художественно реализовать самые дерзкие идеи. Среди популярных этюдных тем — динамическая позиционная ничья, систематическое движение фигурных комплексов, многовариантные сходные финалы и т. п. Этюдным творчеством занялись мастера композиции в десятках новых стран.
Среди известных этюдистов XX века можно назвать следующие имена.
- Австрия: Иоганн Непомук Бергер, Йозеф Крейчик, Алоиз Вотава.
- Аргентина: Хосе Муньос (Jose Joaquin Araiza Muñoz, 1900—1971).
- Великобритания: Гарольд Ломмер (Harold Lommer, 1910—1980).
- Венгрия: Артур Хаваши (1864—1939).
- Германия: Пауль Хойекер, Адольф Херберг (1896—1962).
- Голландия: Генри Венинк, Йохан ван ден Энде.
- Италия: Ринальдо Бианкетти.
- Латвия: Герман Матисон, лидер прибалтийской этюдной школы первой половины XX века.
- Польша: Шая Козловский, Давид Пшепюрка, Ян Русинек.
- Румыния: Эмилиан Добреску.
- США: Николас Россолимо.
- Финляндия: Виса Киви.
- Франция: Жан Вильнёв-Эсклапон, Фредерик Лазар, Андре Шерон, Виталий Гальберштадт.
- Чехословакия дала миру целую плеяду первоклассных этюдистов: Олдржих Дурас, Ладислав Прокеш, Франтишек Дедрле (František Dedrle, 1878—1957), Рихард Рети (автор знаменитого «этюда Рети»), Артур Мандлер, Мирослав Хавель, Франтишек Прокоп, Йиндржих Фритз.
- Швейцария: Самуэль Изенегер.
- Швеция: Хель Рунквист, Аксель Акерблом, Александр Хильдебранд.

Большинство этюдистов, знаменитых своими композициями, практически неизвестны как игроки. Следует отметить, однако, успешное участие Генриха Каспаряна в чемпионатах СССР по шахматам 1931 и 1937 годов. Среди известных шахматистов, составлявших этюды — Эмануил Ласкер, Рихард Рети, Ян Тимман. Одним из признанных мастеров составления этюдов являлся экс-чемпион мира Василий Смыслов.

### История этюда
- Бондаренко Ф. С. Становление шахматного этюда. — Киев : Здоров’я, 1980. — 176 с.
- Бондаренко Ф. С. Развитие шахматного этюда. — Киев : Здоров’я, 1982. — 232 с.
- Бондаренко Ф. С. Триумф советского шахматного этюда. — Киев : Здоров’я, 1984. — 176 с.

### Авторские сборники
- Брон В. Избранные этюды и задачи. М.: Физкультура и спорт, 1969, 144с.
- Владимиров Я. Г., Фокин Ю. Г. Леонид Куббель. М.: Физкультура и спорт, 1984, 384 стр.
- Гербстман А. И. Избранные шахматные этюды. Архивная копия от 4 марта 2016 на Wayback Machine М.: Физкультура и спорт, 1963.
- Горгиев Т. Б. Избранные этюды. Архивная копия от 15 марта 2016 на Wayback Machine М.: Физкультура и спорт, 1959.
- Гуляев А. П. Избранные шахматные задачи и этюды. Архивная копия от 15 марта 2016 на Wayback Machine М.: Физкультура и спорт, 1956.
- Гурвич А. С. Этюды.. — 2-е изд. — М.: Физкультура и спорт, 1961. — 190 с.
- Каспарян Г. М. Этюды, статьи, анализы. М.: Физкультура и спорт, 1988.
- Корольков В. А. Избранные этюды. М.: Физкультура и спорт, 1958.
- Корольков В. А., Чеховер В. А. Избранные этюды А. А. Троицкого Архивная копия от 4 марта 2016 на Wayback Machine. М.: Физкультура и спорт, 1959, 184 с.
- Кофман Р. М. Избранные этюды С. Каминера и М. Либуркина. М.: Физкультура и спорт, 1981, 160 с.
- Кузнецов А. Г. Цвета шахматного спектра, М.: Физкультура и спорт, 1980. 96 с.
- Надареишвили Г. А. Избранные шахматные этюды. М.: Физкультура и Спорт, 1976. 103 с. (первое издание — Тбилиси: Сабчота сакартвело, 1970).
- Платов Василий, Платов Михаил. Сборник шахматных этюдов. Архивная копия от 4 марта 2016 на Wayback Machine М.: Госиздат, 1928, 185 стр.
- Шахматное творчество Н. Д. Григорьева. Анализы, теоретические работы, этюды, избранные партии. 2-е издание, исправленное и дополненное. М.: Физкультура и спорт, 1954, 488 с.

### Антологии
- Бондаренко, Ф. С. Галерея шахматных этюдистов / Ф. С. Бондаренко. — М. : Физ-ра и спорт, 1968. — 304 с.
- Бондаренко, Ф. С. Этюд в пешечном окончании / Ф. С. Бондаренко. — М. : Физ-ра и спорт, 1973. — 160 с.
- Владимиров, Я. Г. 1000 шахматных этюдов / Я. Г. Владимиров. — М. : АСТ, 2003. — 438 с. — ISBN 5-17-016841-1.
- Владимиров, Я. Г. 1000 шедевров шахматной композиции / Я. Г. Владимиров. — М. : АСТ, 2005. — 542 с. — ISBN 5-17-031575-9.
- Гурвич, А. С. Этюды : [арх. 15 марта 2016] / А. С. Гурвич. — 2-е изд. — М. : Физ-ра и спорт, 1961. — 189 с.
- Дворецкий, М. И. Этюды для практиков / М. И. Дворецкий, О. В. Перваков. — М. : ОАО «Типография „Новости“», 2009. — 240 с. — ISBN 978-5-88149-331-8.
- Каспарян, Г. М. Позиционная ничья / Г. М. Каспарян. — 2-е изд., пер. — М. : Физ-ра и спорт, 1977. — 144 с.
- Надареишвили, Г. А. Этюд глазами гроссмейстеров / Г. А. Надареишвили ; предисл. М. М. Ботвинника. — М. : Физ-ра и спорт, 1982. — 207 с.
- Перваков О. В. Шахматный этюд как искусство. — М. : Библиотека ФШР, 2023. — 224 с. — ISBN 978-5-907077-69-0.
- Советский шахматный этюд : [арх. 15 марта 2016] / сост. А. П. Казанцев, Р. М. Кофман, М. С. Либуркин ; критич. очерк. А. С. Гурвича. — М. : Физ-ра и спорт, 1955. — 462 с.